# Shinkansen Serie N700
El Shinkansen Serie N700 (N700系 Enu nanahyaku-kei?) es un tren de alta velocidad pendular japonés desarrollado conjuntamente por el JR Central y por el JR Oeste para su uso en las líneas Tokaido y Sanyō Shinkansen desde 2007. También es operado por el JR Kyushu en la línea Kyūshū Shinkansen.
Los trenes de la Serie N700 tienen una velocidad máxima de 300 km/h (186 mph), y la inclinación de hasta un grado permite que los trenes mantengan los 270 km/h (168 mph), incluso en curvas de 2500 m (2734 yd) de radio, que anteriormente tenían una velocidad máxima de 255 km/h (158,4 mph). Otra característica del N700 es que acelera más rápido que los trenes Shinkansen Serie 700 más antiguos, con una tasa de aceleración máxima de 2,6 km/h/s (0,72 m/s2). Esto le permite alcanzar los 270 km/h (167,8 mph) en solo tres minutos. Otros avances llevaron al desarrollo del modelo N700A, una evolución mejorada del N700. Los trenes N700A pueden circular a 285 km/h (177,1 mph) en las curvas de 3000 m (3281 yd) de radio, lo que permitió aumentar la velocidad operativa máxima en el Tōkaidō Shinkansen a 285 km/h (177,1 mph). Todos los trenes de la Serie N700 se han actualizado con la mayoría de las mejoras añadidas a la Serie N700A, y han pasado a estar clasificados como "N700A".
Debido a estas mejoras, los trenes pueden viajar entre Tokio y Osaka en el servicio más rápido (el Nozomi) en tan solo 2 horas y 22 minutos (8 minutos más rápido que antes).
Un nuevo tren, el N700S, entró en servicio en 2020 con planes de reemplazar finalmente a todos los trenes de la serie N700. Los primeros cuatro trenes comenzaron a operar el 1 de julio de 2020.

## Operaciones
Los trenes de la serie N700 reemplazaron gradualmente a los conjuntos de las series 300, 500 y 700 en los servicios Nozomi y, a finales de febrero de 2009, la Serie N700 prestaba 74 servicios Nozomi por día. Todos los recorridos Nozomi (en la ruta completa entre Tokio y Hakata) estaban programados para utilizar la Serie N700 exclusivamente en 2009. Desde el inicio del calendario revisado el 17 de marzo de 2012, todos los servicios Nozomi programados regularmente, incluidos los recorridos limitados solo al Tokaido Shinkansen, fueron operados por trenes de la Serie N700.
Desde el 4 de marzo de 2017, el N700 también se utiliza en los servicios Hikari regulares durante el día, así como en todos los trenes Kodama del Tokaido Shinkansen, desde marzo de 2020.
Desde marzo de 2009, los trenes de la Serie N700 están equipados con internet inalámbrico disponible para su uso entre Tokio y Shin-Osaka.

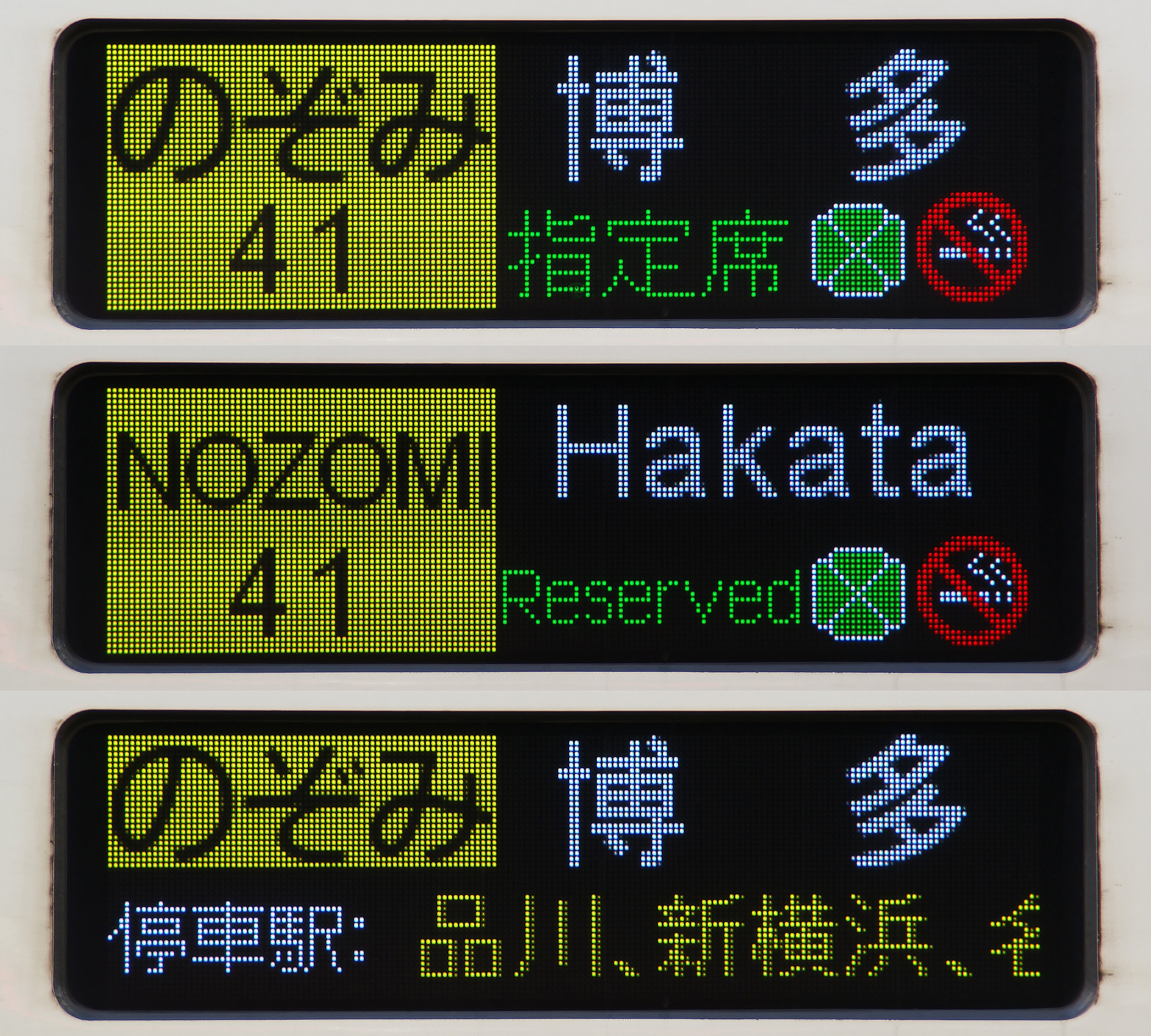
Pantalla LED N700-3000
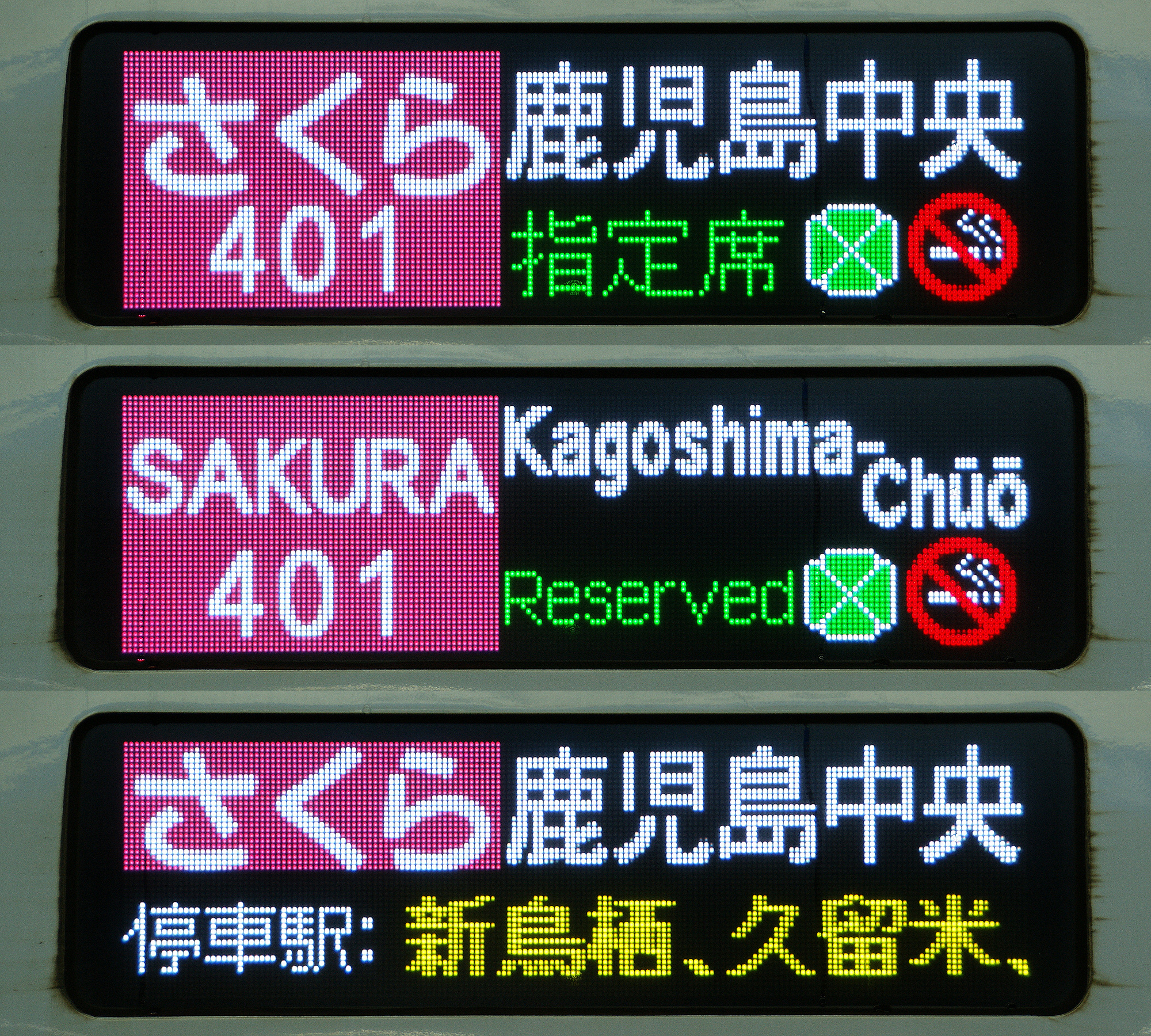
Pantalla LED N700-8000

## Variantes
- Serie N700-0: 80 trenes "Z" de 16 coches propiedad del JR Central, presentados a partir del 1 de julio de 2007 y todos convertidos a la Serie N700-2000 "N700A" en agosto de 2015.
- N700-1000 series "N700A": 51 trenes "G" de 16 coches propiedad del JR Central, presentados a partir del 8 de febrero de 2013
- Serie N700-2000 "N700A": 80 trenes "X" de 16 coches propiedad del JR Central, modificación de los trenes "Z" originales entre 2013 y 2015
- Serie N700-3000: 16 trenes "N" de 16 coches propiedad del JR-West, presentados a partir del 1 de julio de 2007 y todos convertidos a la serie N700-5000 "N700A" en marzo de 2016
- N700-4000 serie "N700A": 24 trenes "F" de 16 coches propiedad del JR-West, presentados a partir de diciembre de 2013
- N700-5000 serie "N700A": 16 trenes "K" de 16 coches propiedad del JR-West, modificación de los conjuntos "N" originales de octubre de 2013
- Serie N700-7000: 19 trenes "S" de 8 coches propiedad del JR-West, introducidos a partir del 12 de marzo de 2011
- Serie N700-8000: 11 trenes "R" de 8 coches propiedad del JR Kyushu, introducidos a partir del 12 de marzo de 2011
- Serie N700-9000: Prototipo Z0 de 16 coches propiedad del JR Central, posteriormente redesignado como X0 y retirado en 2019

## Trenes G de 16 coches (Serie N700-1000 "N700A")

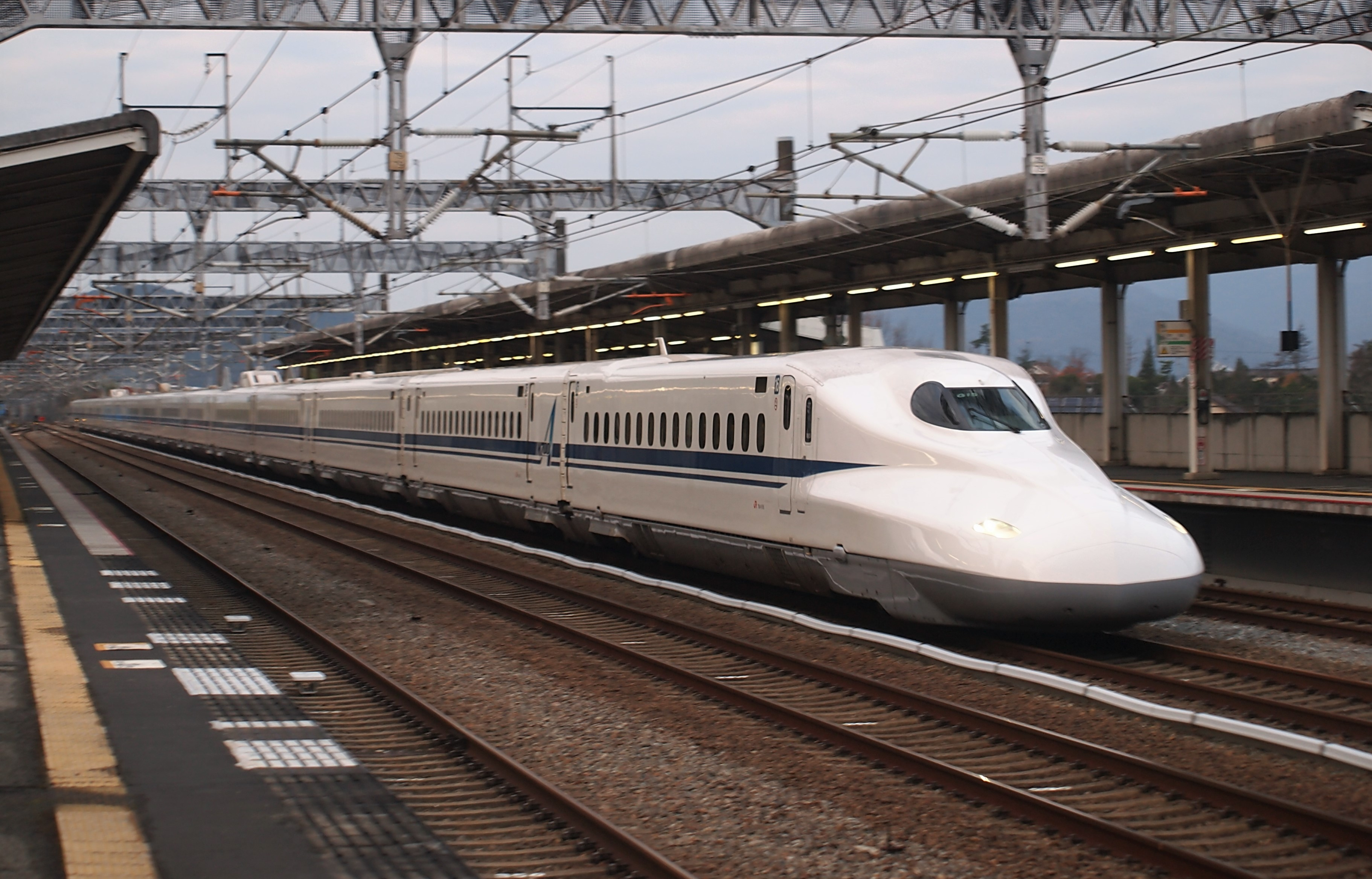
Tren G15 (diciembre de 2015)

La Serie N700-1000, o "N700A" (donde "A" significa "Avanzado"), es una nueva versión del diseño de la Serie N700 que se entregó en agosto de 2012 y entró en servicio comercial a partir del 8 de febrero de 2013.
La nueva versión es externamente idéntica a los trenes de la serie N700 existentes, con la adición de nuevos logotipos "N700A" en cada coche impar. Los nuevos trenes incluyen discos de freno modificados, detección de vibraciones en los bogies y mejoras en el ATC.
Se programó la introducción de seis trenes "G" durante el año fiscal 2012, reemplazando a las composiciones de la Serie 700 más antiguas, con siete trenes más introducidos durante el año fiscal 2013. El JR Central encargó otros 18 trenes, entregándose seis por año entre el año fiscal 2014 y el 2016 a un costo de 88 mil millones de yenes. En octubre de 2015, el JR Central anunció que había encargado la entrega de otros 20 trenes de la Serie N700A entre los años fiscales 2016 y 2019, reemplazando a todos los trenes de la Serie 700 restantes en los servicios Tokaido Shinkansen.
La primera composición, denominada G1, se entregó en Hamamatsu en agosto de 2012 y las pruebas comenzaron en el Tokaido Shinkansen al mes siguiente.

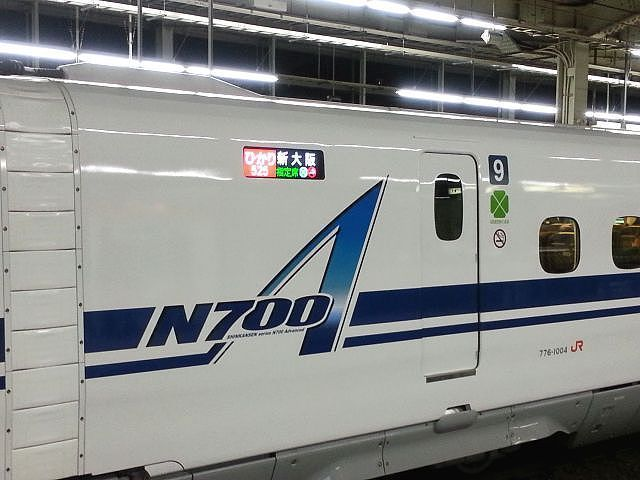
Logotipo en un costado del coche 9 (febrero de 2013)

### Composición
Los conjuntos G de 16 coches se forman de la siguiente manera, con el coche 1 en el extremo de Shin-Osaka (oeste) y el coche 16 en el extremo de Tokio (este).
| Coche No.            | 1        | 2        | 3                       | 4        | 5        | 6        | 7                       | 8                                          | 9              | 10                | 11                               | 12       | 13       | 14       | 15                               | 16       |
| -------------------- | -------- | -------- | ----------------------- | -------- | -------- | -------- | ----------------------- | ------------------------------------------ | -------------- | ----------------- | -------------------------------- | -------- | -------- | -------- | -------------------------------- | -------- |
| Denominación         | Tc       | M2       | M'w                     | M1       | M1w      | M'       | M2k                     | M1s                                        | M1sw           | M2s               | M'h                              | M1       | M1w      | M'       | M2w                              | T'c      |
| Numeración           | 783-1000 | 787-1000 | 786-1500                | 785-1000 | 785-1300 | 786-1000 | 787-1400                | 775-1000                                   | 776-1000       | 777-1000          | 786-1700                         | 785-1600 | 785-1500 | 786-1200 | 787-1500                         | 784-1000 |
| Capacidad (asientos) | 65       | 100      | 85                      | 100      | 90       | 100      | 75                      | 68                                         | 64             | 68                | 63                               | 100      | 90       | 100      | 80                               | 75       |
| Instalaciones        | Aseos    |          | Aseos/Sala de fumadores | Teléfono | Aseos    |          | Aseos/Sala de fumadores | Compartimento del maquinista/Desfibrilador | Aseos/Teléfono | Sala de fumadores | Aseos/Compartimento multifunción | Teléfono | Aseos    |          | Aseos/Sala de fumadores/Teléfono |          |

Los coches 5 y 12 tienen cada uno un pantógrafo de un solo brazo.

### Interior
Internamente, los asientos tienen nueva tapicería tipo moqueta y se utiliza iluminación LED en los aseos.

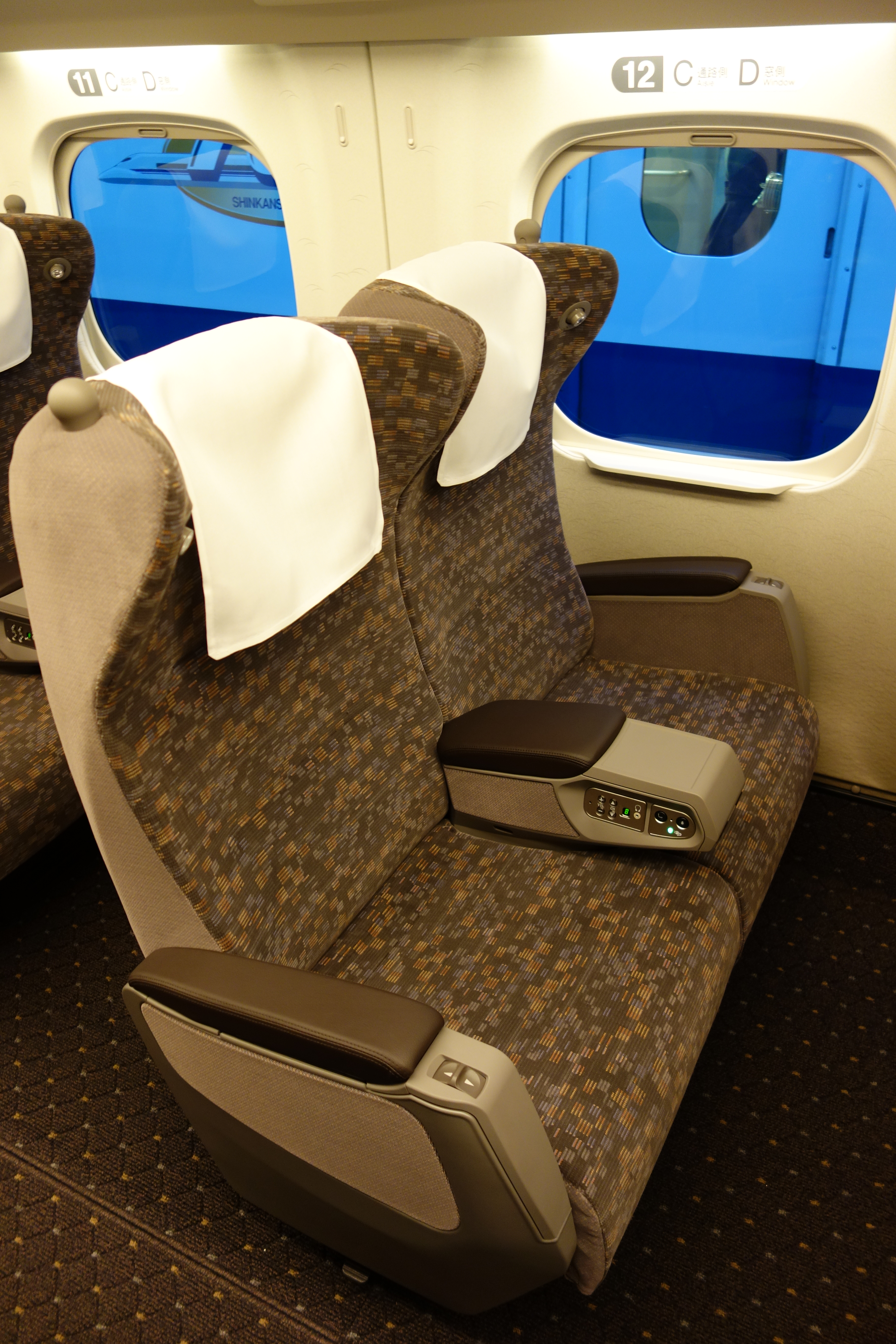
Asiento de la Clase Verde (coche 10), febrero de 2012

### Listado de la flota
En abril de 2020, la flota de trenes G de la Serie N700A es la siguiente:
| Tren No. | Fabricante    | Fecha de entrega         | Observaciones               |
| -------- | ------------- | ------------------------ | --------------------------- |
| G1       | Nippon Sharyo | 25 de agosto de 2012     | Listado del año fiscal 2012 |
| G2       | Hitachi       | 7 de noviembre de 2012   | Listado del año fiscal 2012 |
| G3       | Nippon Sharyo | 16 de noviembre de 2012  | Listado del año fiscal 2012 |
| G4       | Nippon Sharyo | 22 de enero de 2013      | Listado del año fiscal 2012 |
| G5       | Hitachi       | 30 de enero de 2013      | Listado del año fiscal 2012 |
| G6       | Nippon Sharyo | 22 de febrero de 2013    | Listado del año fiscal 2012 |
| G7       | Hitachi       | 17 de abril de 2013      | Listado del año fiscal 2013 |
| G8       | Nippon Sharyo | 11 de julio de 2013      | Listado del año fiscal 2013 |
| G9       | Nippon Sharyo | 20 de septiembre de 2013 | Listado del año fiscal 2013 |
| G10      | Nippon Sharyo | 29 de octubre de 2013    | Listado del año fiscal 2013 |
| G11      | Nippon Sharyo | 11 de diciembre de 2013  | Listado del año fiscal 2013 |
| G12      | Nippon Sharyo | 21 de enero de 2014      | Listado del año fiscal 2013 |
| G13      | Nippon Sharyo | 21 de febrero de 2014    | Listado del año fiscal 2013 |
| G14      | Nippon Sharyo | 4 de julio de 2014       | Listado del año fiscal 2014 |
| G15      | Hitachi       | 31 de julio de 2014      | Listado del año fiscal 2014 |
| G16      | Nippon Sharyo | 22 de agosto de 2014     | Listado del año fiscal 2014 |
| G17      | Nippon Sharyo | 21 de octubre de 2014    | Listado del año fiscal 2014 |
| G18      | Hitachi       | 3 de diciembre de 2014   | Listado del año fiscal 2014 |
| G19      | Nippon Sharyo | 17 de febrero de 2015    | Listado del año fiscal 2014 |
| G20      | Nippon Sharyo | 14 de abril de 2015      | Listado del año fiscal 2015 |
| G21      | Hitachi       | 11 de junio de 2015      | Listado del año fiscal 2015 |
| G22      | Nippon Sharyo | 28 de agosto de 2015     | Listado del año fiscal 2015 |
| G23      | Nippon Sharyo | 20 de octubre de 2015    | Listado del año fiscal 2015 |
| G24      | Hitachi       | 16 de diciembre de 2015  | Listado del año fiscal 2015 |
| G25      | Nippon Sharyo | 16 de febrero de 2016    | Listado del año fiscal 2015 |
| G26      | Hitachi       | 6 de abril de 2016       | Listado del año fiscal 2016 |
| G27      | Nippon Sharyo | 10 de junio de 2016      | Listado del año fiscal 2016 |
| G28      | Nippon Sharyo | 30 de agosto de 2016     | Listado del año fiscal 2016 |
| G29      | Hitachi       | 19 de octubre de 2016    | Listado del año fiscal 2016 |
| G30      | Nippon Sharyo | 1 de noviembre de 2016   | Listado del año fiscal 2016 |
| G31      | Nippon Sharyo | 13 de diciembre de 2016  | Listado del año fiscal 2016 |
| G32      | Nippon Sharyo | 7 de marzo de 2017       | Listado del año fiscal 2016 |
| G33      | Nippon Sharyo | 21 de abril de 2017      | Listado del año fiscal 2017 |
| G34      | Nippon Sharyo | 13 de junio de 2017      | Listado del año fiscal 2017 |
| G35      | Nippon Sharyo | 19 de julio de 2017      | Listado del año fiscal 2017 |
| G36      | Hitachi       | 5 de septiembre de 2017  | Listado del año fiscal 2017 |
| G37      | Nippon Sharyo | 17 de octubre de 2017    | Listado del año fiscal 2017 |
| G38      | Nippon Sharyo | 5 de diciembre de 2017   | Listado del año fiscal 2017 |
| G39      | Nippon Sharyo | 16 de enero de 2018      | Listado del año fiscal 2017 |
| G40      | Nippon Sharyo | 8 de junio de 2018       | Listado del año fiscal 2018 |
| G41      | Nippon Sharyo | 13 de octubre de 2018    | Listado del año fiscal 2018 |
| G42      | Hitachi       | 20 de julio de 2018      | Listado del año fiscal 2018 |
| G43      | Hitachi       | 18 de septiembre de 2018 | Listado del año fiscal 2018 |
| G44      | Nippon Sharyo | 8 de enero de 2019       | Listado del año fiscal 2018 |
| G45      | Nippon Sharyo | 15 de febrero de 2019    | Listado del año fiscal 2018 |
| G46      | Nippon Sharyo | 23 de marzo de 2019      | Listado del año fiscal 2018 |
| G47      | Hitachi       | 19 de abril de 2019      | Listado del año fiscal 2019 |
| G48      | Nippon Sharyo | 7 de junio de 2019       | Listado del año fiscal 2019 |
| G49      | Hitachi       | 16 de julio de 2019      | Listado del año fiscal 2019 |
| G50      | Nippon Sharyo | 17 de septiembre de 2019 | Listado del año fiscal 2019 |
| G51      | Hitachi       | 21 de febrero de 2020    | Listado del año fiscal 2019 |

## Trenes X de 16 coches (N700-2000 Serie "N700A")

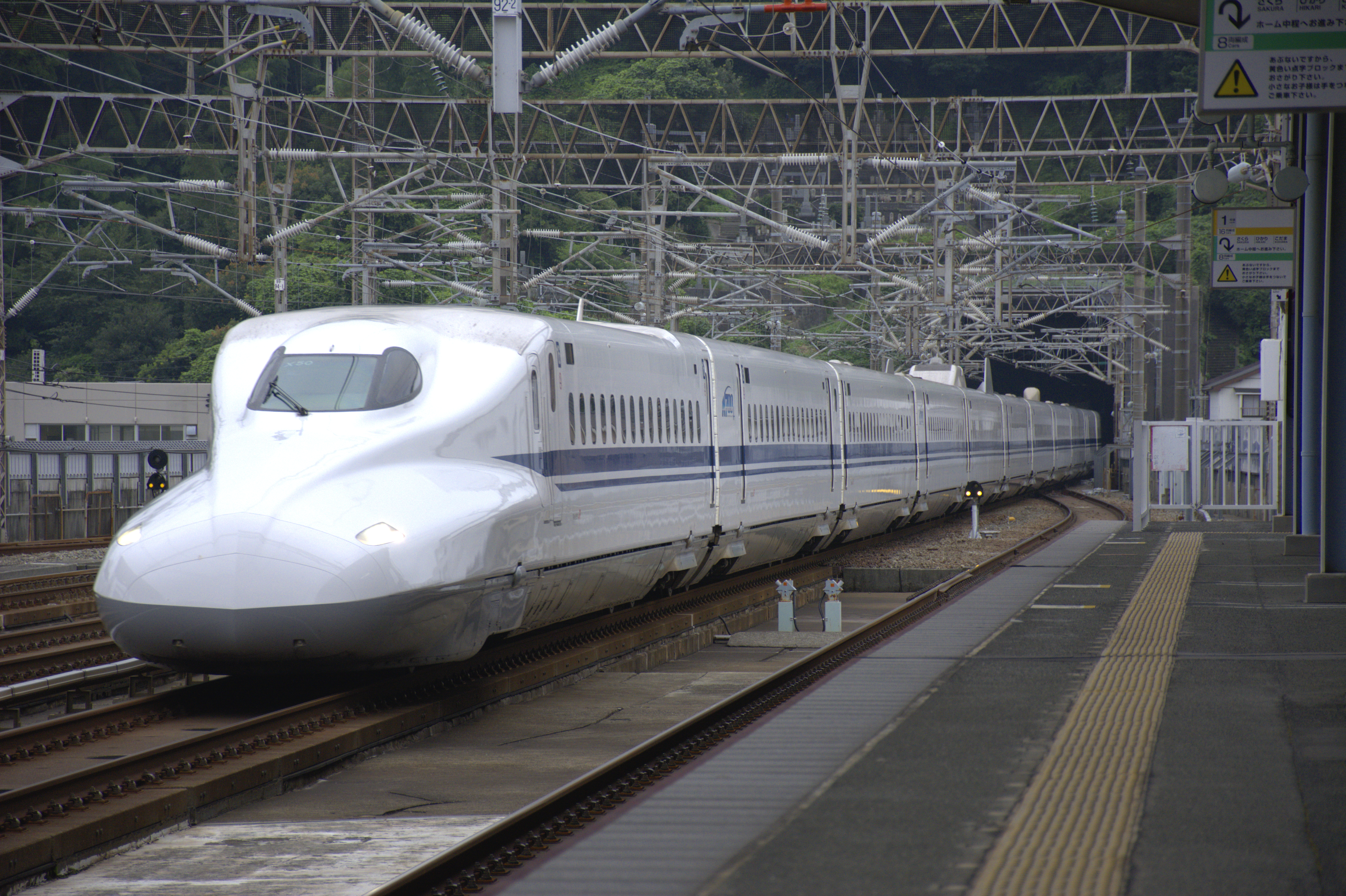
Tren X50 Serie N700-2000 del JR Central (septiembre de 2014)

- 81 trenes de 16 coches, X0–X80 (convertidos de la serie N700-0)

Son anteriores trenes Z de la Serie N700, modificados entre 2013 y agosto de 2015 para incorporar algunas de las mejoras de diseño presentadas en las composiciones de la Serie N700A posteriores. Los coches se volvieron a numerar en la subserie -2000, con la excepción del tren X0, que todavía se mantuvo en la subserie -9000. Los conjuntos también se identificaron mediante la adición de una pequeña "A" a la derecha de los logotipos "N700" del costado de la carrocería.
El prototipo de tren de 16 coches (Z0) se entregó en marzo de 2005 para pruebas exhaustivas de funcionamiento y resistencia. Los coches 1 a 4 fueron construidos por Hitachi, los coches 5 a 14 por Nippon Sharyo y los coches 15 y 16 por Kawasaki Heavy Industries. Inicialmente estaba equipado con dos faros auxiliares situados debajo del morro.
El primer conjunto Z de producción en serie (el Z1) se entregó al JR Central en abril de 2007, y los trenes entraron en servicio comercial el 1 de julio de 2007, con ocho recorridos diarios Nozomi. La composición Z final, denominada Z80, fue entregada por Kawasaki Heavy Industries en febrero de 2012.
Desde el año fiscal 2013, la flota de trenes Z sufrió modificaciones para incorporar algunas de las mejoras presentadas en los últimos trenes de la serie N700A. Los conjuntos modificados se redesignaron como conjuntos "X", y los coches se volvieron a numerar en la subserie -2000. Los conjuntos modificados también se identifican mediante la adición de una pequeña "A" a la derecha de los logotipos "N700" del costado de la carrocería. El primer tren Z original, la composición Z65, se modificó para convertirse en el conjunto X65 en mayo de 2013, y el último juego Z original, el Z4, se modificó para convertirse en el tren X4 en agosto de 2015.
El prototipo Z0 se utilizó como tren de prueba en el JR Central con coches numerados en la serie -9000, y no se utilizó en el servicio comercial. Se volvió a numerar como X0 en 2014, pero los números de sus coches permanecieron en la subserie -9000. El conjunto se retiró oficialmente del servicio en febrero de 2019. [cita requerida]
Las bajas de los trenes X de la Serie N700 comenzaron en julio de 2020, iniciándose con el conjunto X12.

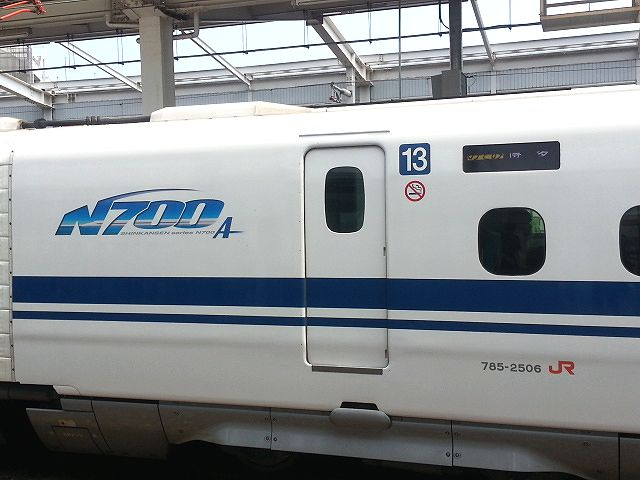
El logotipo modificado en un costado del tren X6 (agosto de 2013)

### Antiguos trenes Z

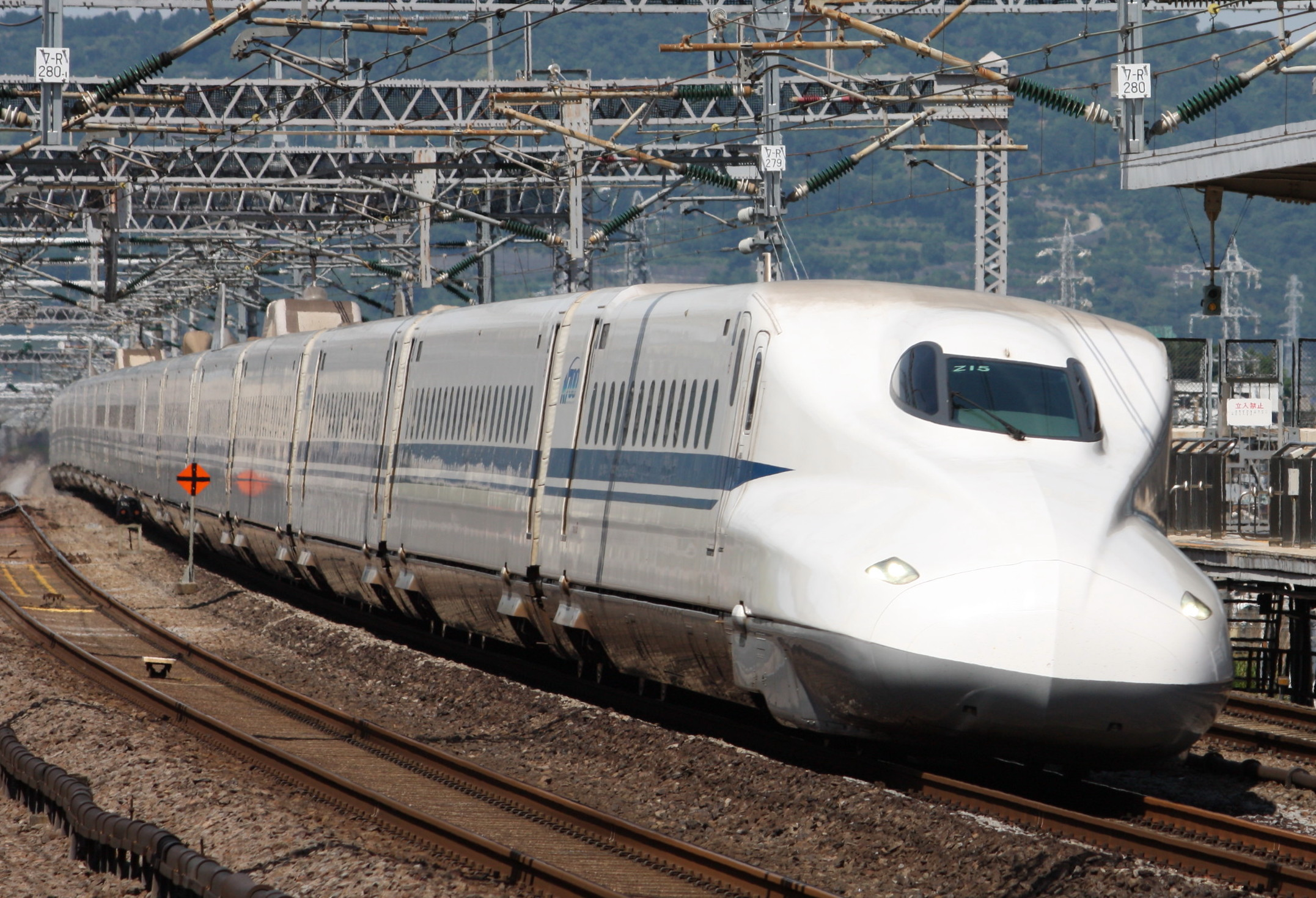
Tren Z15 (junio de 2008)

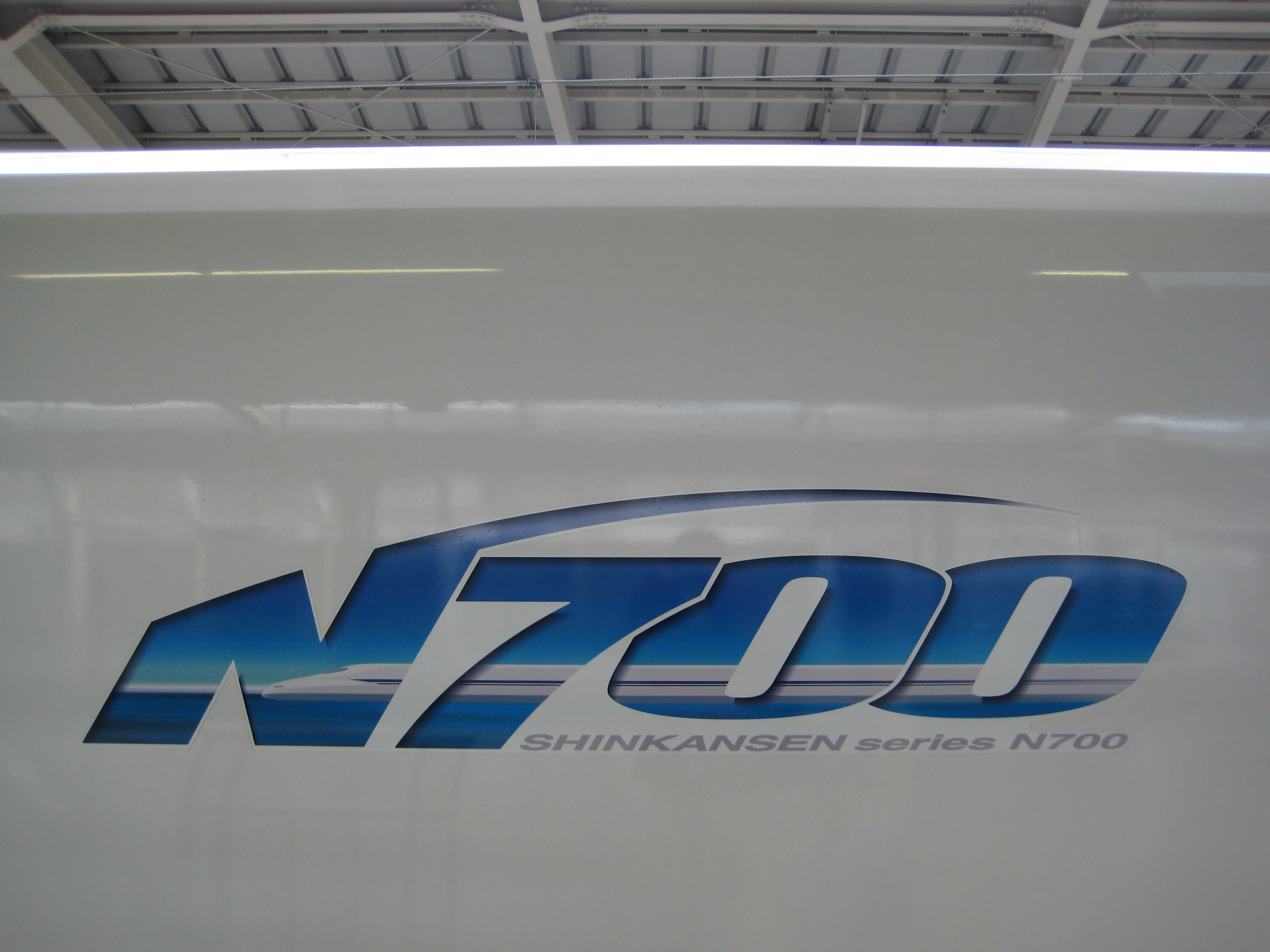
Logo original de la Seire "N700" (febrero de 2011)
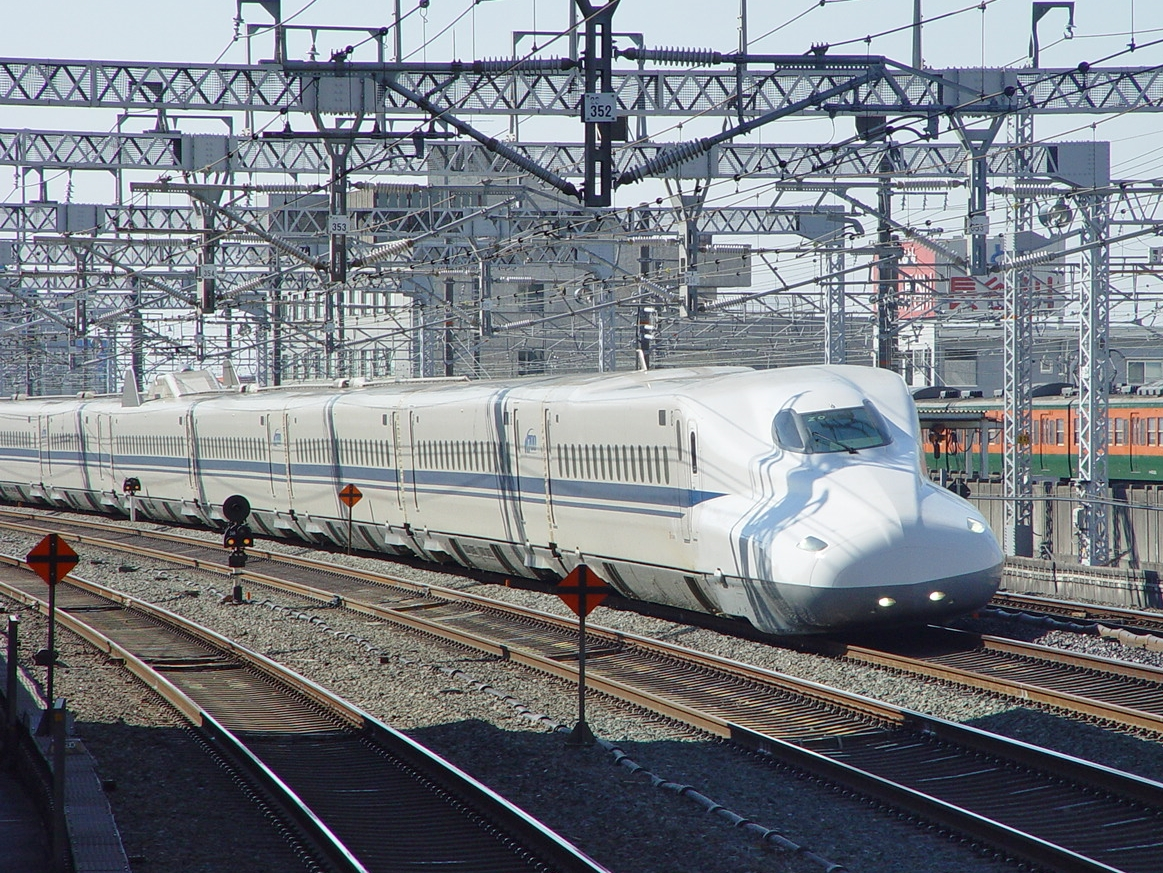
Prototipo Z0 de la Serie N700, durante una prueba de funcionamiento en Hamamatsu (enero de 2006)
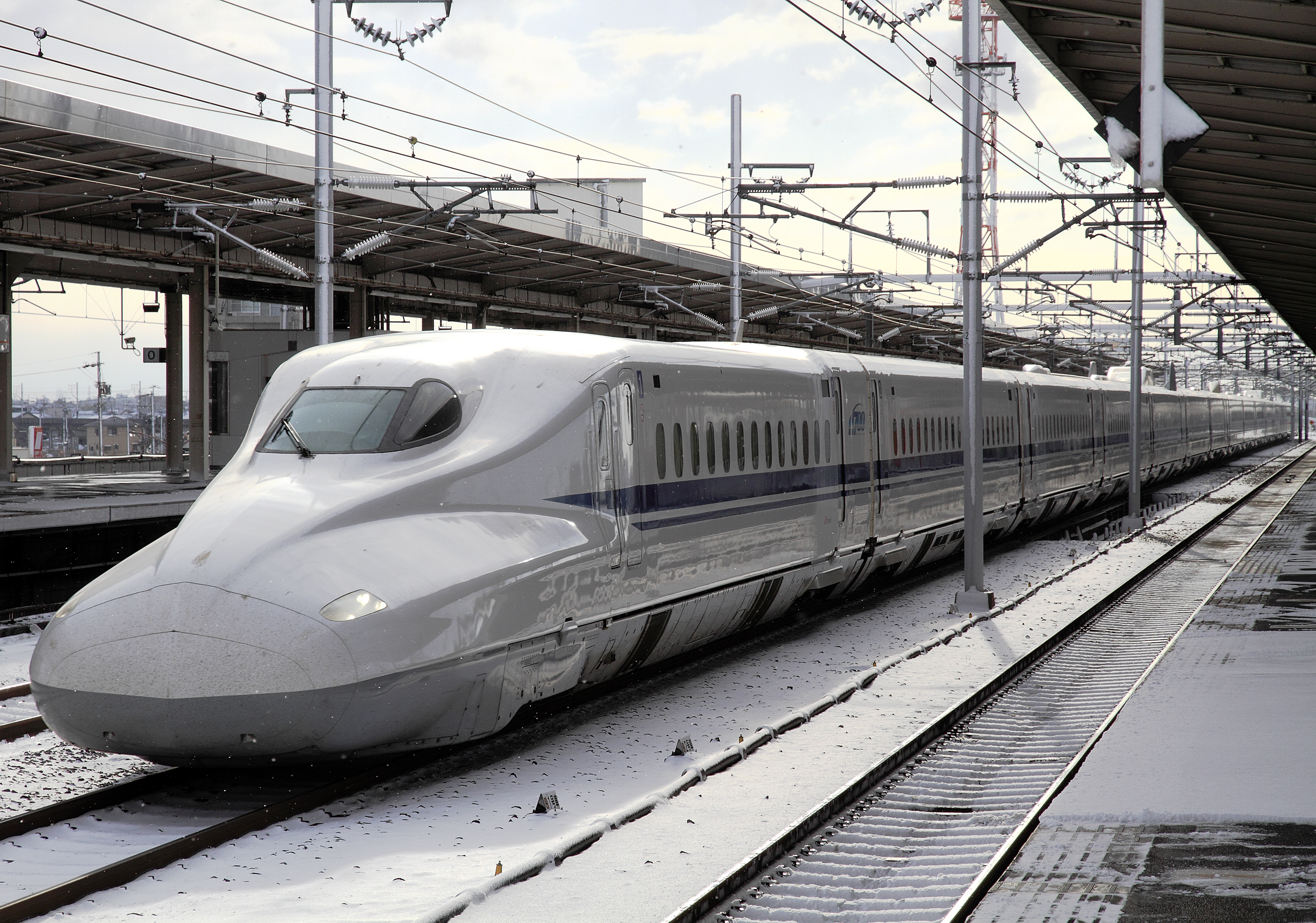
Tren Z0 (enero de 2011)

### Composición
Los trenes X de 16 coches se forman de la siguiente manera:
| Coche No.            | 1        | 2        | 3                       | 4        | 5        | 6        | 7                       | 8                                          | 9              | 10                | 11                               | 12       | 13       | 14       | 15                               | 16       |
| -------------------- | -------- | -------- | ----------------------- | -------- | -------- | -------- | ----------------------- | ------------------------------------------ | -------------- | ----------------- | -------------------------------- | -------- | -------- | -------- | -------------------------------- | -------- |
| Denominación         | Tc       | M2       | M'w                     | M1       | M1w      | M'       | M2k                     | M1s                                        | M's            | M2s               | M'h                              | M1       | M1w      | M'       | M2w                              | T'c      |
| Numeración           | 783-2000 | 787-2000 | 786-2500                | 785-2000 | 785-2300 | 786-2000 | 787-2400                | 775-2000                                   | 776-2000       | 777-2000          | 786-2700                         | 785-2600 | 785-2500 | 786-2200 | 787-2500                         | 784-2000 |
| Capacidad (asientos) | 65       | 100      | 85                      | 100      | 90       | 100      | 75                      | 68                                         | 64             | 68                | 63                               | 100      | 90       | 100      | 80                               | 75       |
| Instalaciones        | Aseos    |          | Aseos/Sala de fumadores | Teléfono | Aseos    |          | Aseos/Sala de fumadores | Compartimento del maquinista/Desfibrilador | Aseos/Teléfono | Sala de fumadores | Aseos/Compartimento multifunción | Teléfono | Aseos    |          | Aseos/Sala de fumadores/Teléfono |          |

#### Antigua composición de los trenes Z
| Coche No.            | 1     | 2   | 3                       | 4        | 5       | 6   | 7                       | 8                                          | 9              | 10                | 11                               | 12       | 13      | 14      | 15                               | 16  |
| -------------------- | ----- | --- | ----------------------- | -------- | ------- | --- | ----------------------- | ------------------------------------------ | -------------- | ----------------- | -------------------------------- | -------- | ------- | ------- | -------------------------------- | --- |
| Denominación         | Tc    | M2  | M'w                     | M1       | M1w     | M'  | M2k                     | M1s                                        | M's            | M2s               | M'h                              | M1       | M1w     | M'      | M2w                              | T'c |
| Numeración           | 783   | 787 | 786-500                 | 785      | 785-300 | 786 | 787-400                 | 775                                        | 776            | 777               | 786-700                          | 785-600  | 785-500 | 786-200 | 787-500                          | 784 |
| Capacidad (asientos) | 65    | 100 | 85                      | 100      | 90      | 100 | 75                      | 68                                         | 64             | 68                | 63                               | 100      | 90      | 100     | 80                               | 75  |
| Instalaciones        | Aseos |     | Aseos/Sala de fumadores | Teléfono | Aseos   |     | Aseos/Sala de fumadores | Compartimento del maquinista/Desfibrilador | Aseos/Teléfono | Sala de fumadores | Aseos/Compartimento multifunción | Teléfono | Aseos   |         | Aseos/Sala de fumadores/Teléfono |     |

Los coches 5 y 12 tienen cada uno un pantógrafo de un solo brazo.

### Interior

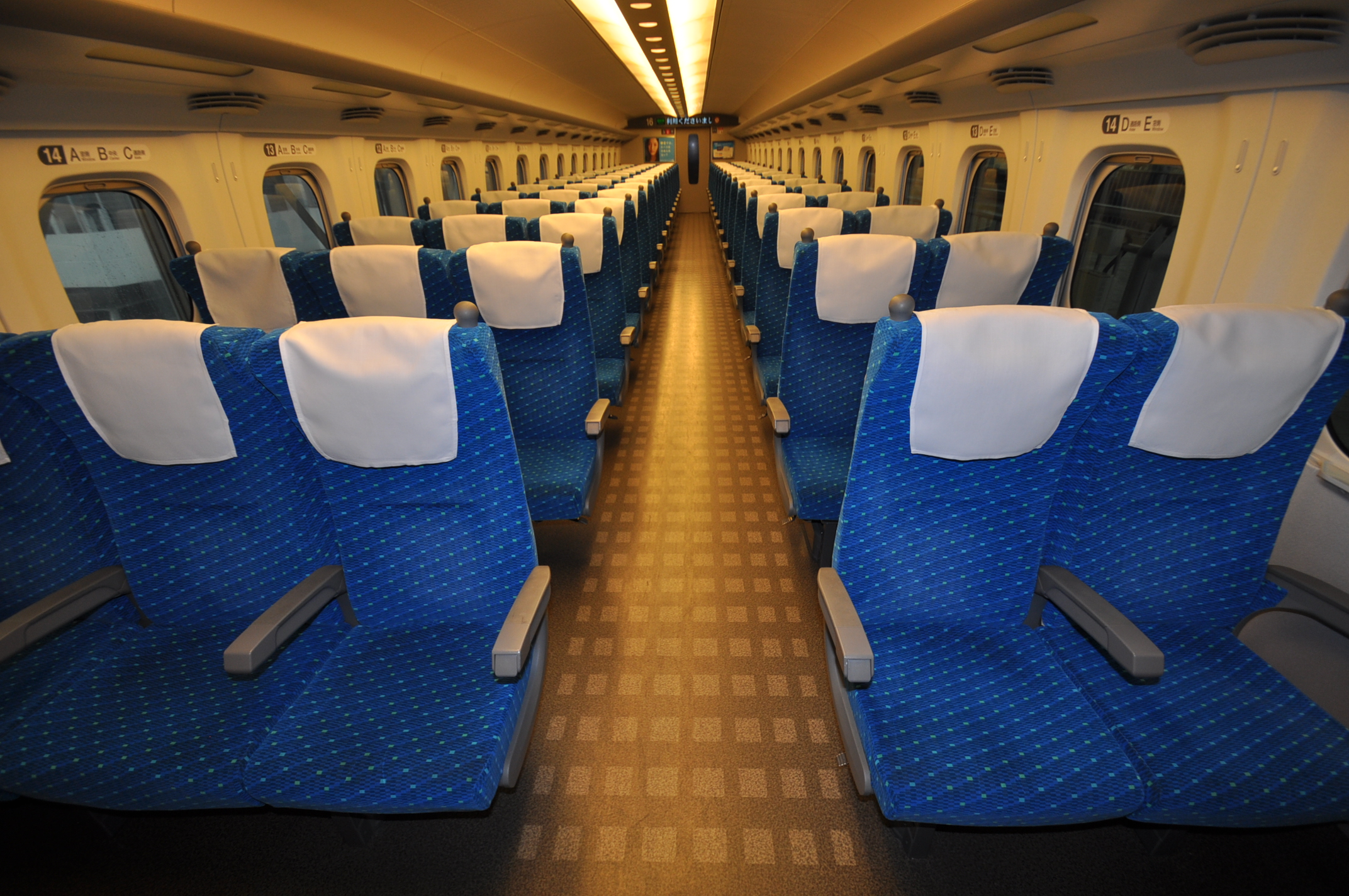
Asientos de la Clase Estándar
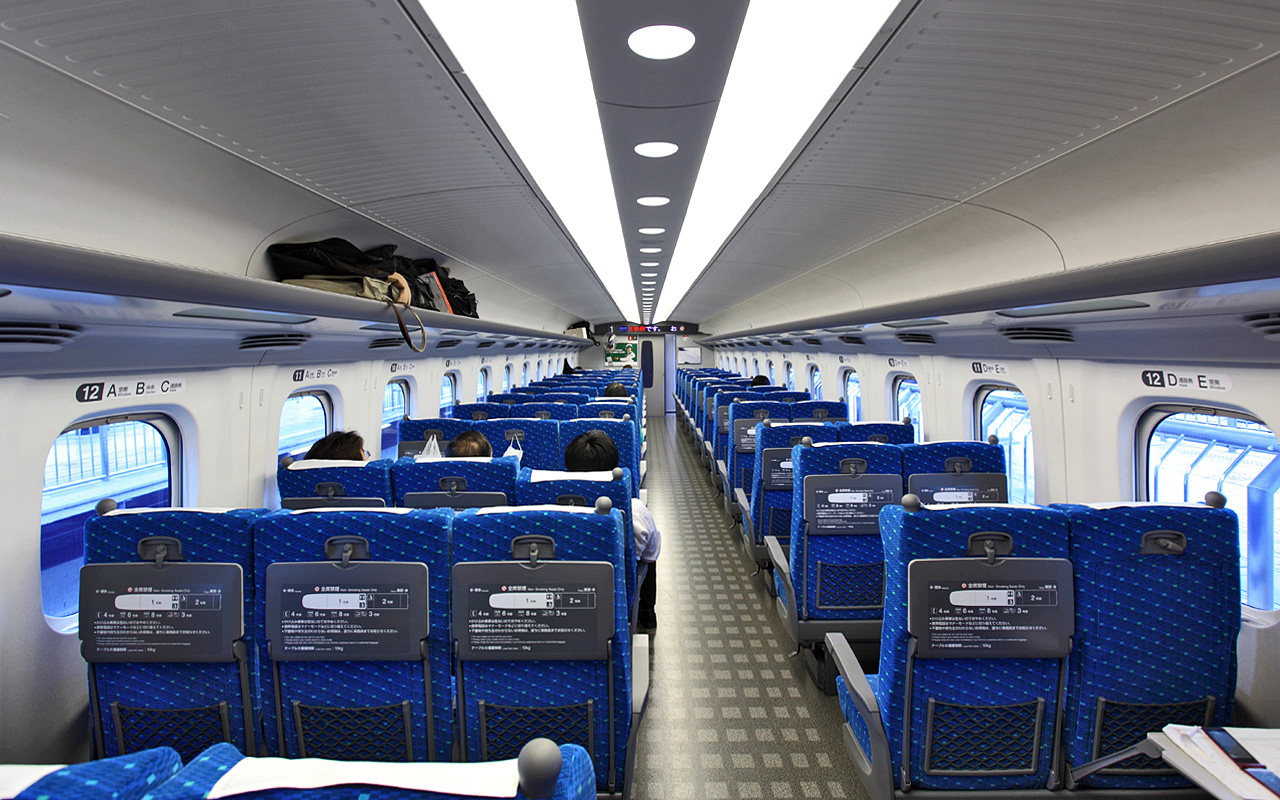
Interior de un coche de la Clase Estándar de un tren Z
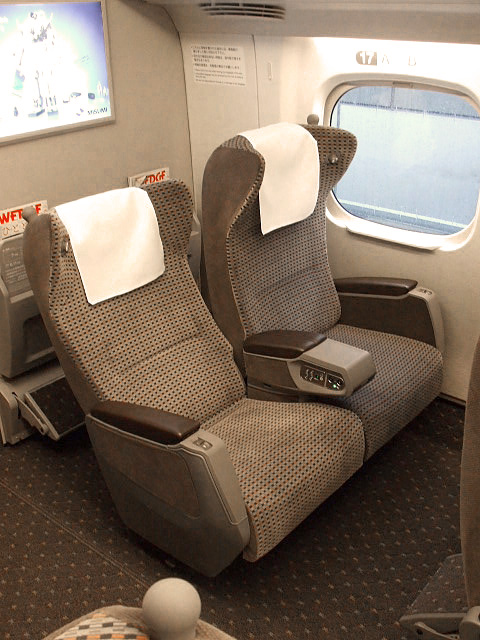
Asientos de la Clase Verde (primera clase) de un tren Z
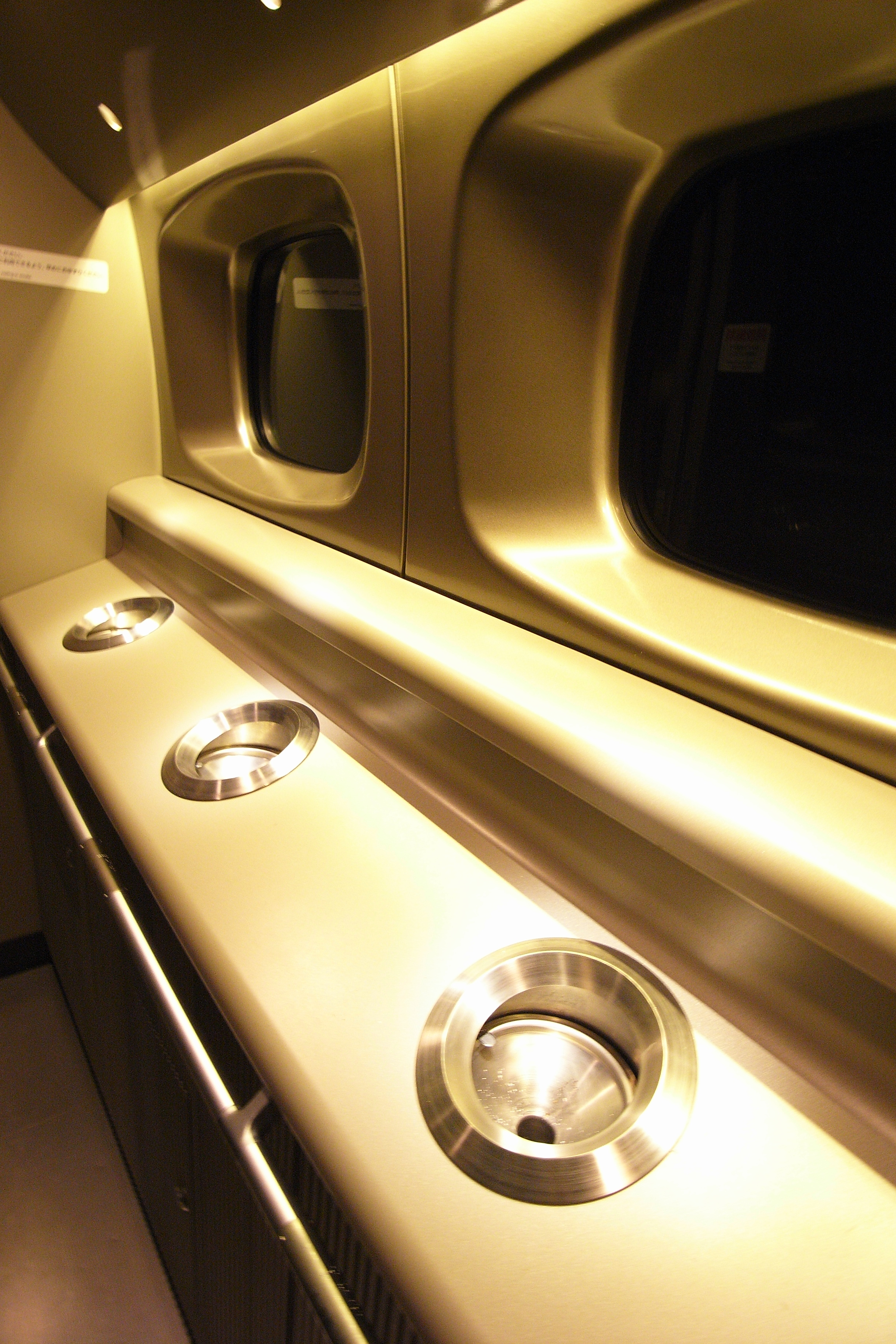
Interior de la sala de fumadores

### Listado de la flota
En enero de 2023, la flota de la Serie N700A del JR Central es la siguiente:
| Tren No. | Fabricante                        | Fecha entrega            | Fecha de conversión a N700A | Fecha de desguace        | Observaciones       |
| -------- | --------------------------------- | ------------------------ | --------------------------- | ------------------------ | ------------------- |
| X0       | Hitachi/Kawasaki HI/Nippon Sharyo | 12 de marzo de 2005      | 12 de mayo de 2014          | 25 de febrero de 2019    | Prototipo           |
| X1       | Nippon Sharyo                     | 17 de abril de 2007      | 18 de mayo de 2015          | 4 de octubre de 2021     | Producidos en serie |
| X2       | Hitachi                           | 9 de mayo de 2007        | 9 de junio de 2015          | 2 de noviembre de 2021   | Producidos en serie |
| X3       | Nippon Sharyo                     | 21 de mayo de 2007       | 15 de junio de 2015         | 2 de diciembre de 2021   | Producidos en serie |
| X4       | Hitachi                           | 16 de junio de 2007      | 5 de agosto de 2015         | 4 de enero de 2022       | Producidos en serie |
| X5       | Nippon Sharyo                     | 23 de junio de 2007      | 7 de julio de 2015          | 7 de febrero de 2022     | Producidos en serie |
| X6       | Hitachi                           | 5 de septiembre de 2007  | 16 de julio de 2013         | 2 de marzo de 2022       | Producidos en serie |
| X7       | Nippon Sharyo                     | 12 de septiembre de 2007 | 12 de agosto de 2013        | 19 de abril de 2022      | Producidos en serie |
| X8       | Hitachi                           | 31 de octubre de 2007    | 28 de agosto de 2013        | 13 de mayo de 2022       | Producidos en serie |
| X9       | Nippon Sharyo                     | 22 de octubre de 2007    | 21 de octubre de 2013       | 13 de julio de 2022      | Producidos en serie |
| X10      | Hitachi                           | 6 de diciembre de 2007   | 25 de octubre de 2013       | 16 de agosto de 2022     | Producidos en serie |
| X11      | Nippon Sharyo                     | 29 de noviembre de 2007  | 11 de diciembre de 2013     | 12 de septiembre de 2022 | Producidos en serie |
| X12      | Kawasaki HI                       | 9 de enero de 2008       | 21 de enero de 2014         | 2 de julio de 2020       | Producidos en serie |
| X13      | Nippon Sharyo                     | 16 de enero de 2008      | 31 de enero de 2014         | 1 de septiembre de 2020  | Producidos en serie |
| X14      | Hitachi                           | 6 de febrero de 2008     | 27 de febrero de 2014       | 26 de septiembre de 2020 | Producidos en serie |
| X15      | Nippon Sharyo                     | 21 de febrero de 2008    | 16 de mayo de 2014          | 21 de octubre de 2020    | Producidos en serie |
| X16      | Hitachi                           | 5 de marzo de 2008       | 22 de mayo de 2014          | 18 de noviembre de 2020  | Producidos en serie |
| X17      | Nippon Sharyo                     | 8 de mayo de 2008        | 3 de junio de 2014          | 14 de diciembre de 2020  | Producidos en serie |
| X18      | Hitachi                           | 15 de mayo de 2008       | 19 de junio de 2014         |                          | Producidos en serie |
| X19      | Nippon Sharyo                     | 12 de junio de 2008      | 1 de julio de 2014          | 14 de enero de 2021      | Producidos en serie |
| X20      | Hitachi                           | 2 de julio de 2008       | 7 de julio de 2014          |                          | Producidos en serie |
| X21      | Nippon Sharyo                     | 17 de julio de 2008      | 24 de julio de 2014         |                          | Producidos en serie |
| X22      | Hitachi                           | 6 de agosto de 2008      | 7 de agosto de 2014         | 12 de febrero de 2021    | Producidos en serie |
| X23      | Nippon Sharyo                     | 27 de agosto de 2008     | 8 de septiembre de 2014     | 16 de marzo de 2021      | Producidos en serie |
| X24      | Hitachi                           | 17 de septiembre de 2008 | 12 de septiembre de 2014    | 16 de abril de 2021      | Producidos en serie |
| X25      | Nippon Sharyo                     | 3 de octubre de 2008     | 21 de octubre de 2014       | 7 de junio de 2021       | Producidos en serie |
| X26      | Kawasaki HI                       | 16 de noviembre de 2008  | 29 de noviembre de 2014     | 5 de agosto de 2021      | Producidos en serie |
| X27      | Nippon Sharyo                     | 9 de noviembre de 2008   | 27 de octubre de 2014       | 14 de mayo de 2021       | Producidos en serie |
| X28      | Hitachi                           | 21 de diciembre de 2008  | 4 de diciembre de 2014      | 8 de julio de 2021       | Producidos en serie |
| X29      | Nippon Sharyo                     | 14 de diciembre de 2008  | 28 de enero de 2015         | 7 de septiembre de 2021  | Producidos en serie |
| X30      | Kawasaki HI                       | 11 de febrero de 2009    | 22 de diciembre de 2014     |                          | Producidos en serie |
| X31      | Nippon Sharyo                     | 24 de enero de 2009      | 16 de diciembre de 2014     |                          | Producidos en serie |
| X32      | Nippon Sharyo                     | 1 de marzo de 2009       | 9 de febrero de 2015        |                          | Producidos en serie |
| X33      | Hitachi                           | 15 de abril de 2009      | 22 de mayo de 2015          |                          | Producidos en serie |
| X34      | Nippon Sharyo                     | 3 de abril de 2009       | 3 de febrero de 2015        |                          | Producidos en serie |
| X35      | Nippon Sharyo                     | 13 de mayo de 2009       | 3 de junio de 2015          |                          | Producidos en serie |
| X36      | Kawasaki HI                       | 26 de agosto de 2009     | 22 de julio de 2013         |                          | Producidos en serie |
| X37      | Nippon Sharyo                     | 18 de junio de 2009      | 19 de junio de 2015         |                          | Producidos en serie |
| X38      | Nippon Sharyo                     | 24 de julio de 2009      | 9 de julio de 2013          |                          | Producidos en serie |
| X39      | Nippon Sharyo                     | 3 de septiembre de 2009  | 27 de julio de 2013         | 30 de marzo de 2022      | Producidos en serie |
| X40      | Hitachi                           | 8 de julio de 2009       | 19 de junio de 2013         |                          | Producidos en serie |
| X41      | Nippon Sharyo                     | 11 de octubre de 2009    | 27 de septiembre de 2013    | 3 de junio de 2022       | Producidos en serie |
| X42      | Nippon Sharyo                     | 14 de noviembre de 2009  | 13 de noviembre de 2013     |                          | Producidos en serie |
| X43      | Hitachi                           | 1 de diciembre de 2009   | 21 de diciembre de 2013     | 11 de octubre de 2022    | Producidos en serie |
| X44      | Nippon Sharyo                     | 17 de diciembre de 2009  | 27 de enero de 2014         | 11 de noviembre de 2022  | Producidos en serie |
| X45      | Hitachi                           | 13 de enero de 2010      | 5 de marzo de 2014          | 13 de diciembre de 2022  | Producidos en serie |
| X46      | Nippon Sharyo                     | 27 de enero de 2010      | 15 de marzo de 2014         |                          | Producidos en serie |
| X47      | Hitachi                           | 17 de febrero de 2010    | 20 de marzo de 2014         | 12 de enero de 2023      | Producidos en serie |
| X48      | Nippon Sharyo                     | 1 de marzo de 2010       | 9 de abril de 2014          |                          | Producidos en serie |
| X49      | Nippon Sharyo                     | 2 de abril de 2010       | 28 de mayo de 2014          |                          | Producidos en serie |
| X50      | Nippon Sharyo                     | 9 de mayo de 2010        | 25 de junio de 2014         |                          | Producidos en serie |
| X51      | Nippon Sharyo                     | 9 de junio de 2010       | 18 de julio de 2014         |                          | Producidos en serie |
| X52      | Nippon Sharyo                     | 10 de julio de 2010      | 31 de julio de 2014         |                          | Producidos en serie |
| X53      | Hitachi                           | 21 de julio de 2010      | 22 de agosto de 2014        |                          | Producidos en serie |
| X54      | Nippon Sharyo                     | 18 de agosto de 2010     | 27 de septiembre de 2014    |                          | Producidos en serie |
| X55      | Nippon Sharyo                     | 18 de septiembre de 2010 | 19 de septiembre de 2014    |                          | Producidos en serie |
| X56      | Hitachi                           | 1 de octubre de 2010     | 15 de octubre de 2014       |                          | Producidos en serie |
| X57      | Nippon Sharyo                     | 21 de octubre de 2010    | 31 de octubre de 2014       |                          | Producidos en serie |
| X58      | Hitachi                           | 10 de noviembre de 2010  | 18 de noviembre de 2014     |                          | Producidos en serie |
| X59      | Nippon Sharyo                     | 21 de noviembre de 2010  | 12 de diciembre de 2014     |                          | Producidos en serie |
| X60      | Nippon Sharyo                     | 22 de diciembre de 2010  | 25 de noviembre de 2014     |                          | Producidos en serie |
| X61      | Hitachi                           | 19 de enero de 2011      | 22 de enero de 2015         |                          | Producidos en serie |
| X62      | Nippon Sharyo                     | 28 de enero de 2011      | 19 de marzo de 2015         |                          | Producidos en serie |
| X63      | Hitachi                           | 23 de febrero de 2011    | 25 de marzo de 2015         |                          | Producidos en serie |
| X64      | Nippon Sharyo                     | 3 de marzo de 2011       | 25 de abril de 2015         |                          | Producidos en serie |
| X65      | Nippon Sharyo                     | 6 de abril de 2011       | 7 de mayo de 2013           |                          | Producidos en serie |
| X66      | Hitachi                           | 20 de abril de 2011      | 14 de julio de 2015         |                          | Producidos en serie |
| X67      | Nippon Sharyo                     | 13 de mayo de 2011       | 1 de julio de 2015          |                          | Producidos en serie |
| X68      | Nippon Sharyo                     | 15 de junio de 2011      | 27 de junio de 2013         |                          | Producidos en serie |
| X69      | Nippon Sharyo                     | 16 de julio de 2011      | 23 de agosto de 2013        |                          | Producidos en serie |
| X70      | Hitachi                           | 3 de agosto de 2011      | 12 de septiembre de 2013    |                          | Producidos en serie |
| X71      | Nippon Sharyo                     | 20 de agosto de 2011     | 19 de septiembre de 2013    |                          | Producidos en serie |
| X72      | Hitachi                           | 7 de septiembre de 2011  | 15 de octubre de 2013       |                          | Producidos en serie |
| X73      | Nippon Sharyo                     | 22 de septiembre de 2011 | 29 de noviembre de 2013     |                          | Producidos en serie |
| X74      | Nippon Sharyo                     | 24 de octubre de 2011    | 5 de diciembre de 2013      |                          | Producidos en serie |
| X75      | Hitachi                           | 3 de noviembre de 2011   | 17 de diciembre de 2013     |                          | Producidos en serie |
| X76      | Nippon Sharyo                     | 23 de noviembre de 2011  | 27 de diciembre de 2013     |                          | Producidos en serie |
| X77      | Nippon Sharyo                     | 22 de diciembre de 2011  | 21 de febrero de 2014       |                          | Producidos en serie |
| X78      | Nippon Sharyo                     | 29 de enero de 2012      | 11 de marzo de 2014         |                          | Producidos en serie |
| X79      | Hitachi                           | 22 de febrero de 2012    | 15 de abril de 2014         |                          | Producidos en serie |
| X80      | Nippon Sharyo                     | 1 de marzo de 2012       | 21 de abril de 2014         |                          | Producidos en serie |

## Trenes F de 16 coches (N700-4000 Serie "N700A")
Son conjuntos de la Serie N700A propiedad del JR-West, clasificados en la Serie N700-4000, con un tren (denominado F1) entregado en noviembre de 2013 y entrando en servicio comercial a partir del 8 de febrero de 2014. Se entregaron otros cuatro trenes en el año fiscal 2015 (conjuntos F2 a F5) y el año fiscal 2016 (conjuntos F6 a F9), seguido de tres en el año fiscal 2017 (conjuntos F10 a F12), cinco en el año fiscal 2018 (conjuntos F13 a F17) y siete en el año fiscal 2019 (conjuntos F18 a F24).

### Composición
Los trenes F de 16 coches se forman de la siguiente manera.
| Coche No.            | 1        | 2        | 3                       | 4        | 5        | 6        | 7                       | 8                                          | 9              | 10                | 11                               | 12       | 13       | 14       | 15                               | 16       |
| -------------------- | -------- | -------- | ----------------------- | -------- | -------- | -------- | ----------------------- | ------------------------------------------ | -------------- | ----------------- | -------------------------------- | -------- | -------- | -------- | -------------------------------- | -------- |
| Denominación         | Tc       | M2       | M'w                     | M1       | M1w      | M'       | M2k                     | M1s                                        | M's            | M2s               | M'h                              | M1       | M1w      | M'       | M2w                              | T'c      |
| Numeración           | 783-4000 | 787-4000 | 786-4500                | 785-4000 | 785-4300 | 786-4000 | 787-4400                | 775-4000                                   | 776-4000       | 777-4000          | 786-4700                         | 785-4600 | 785-4500 | 786-4200 | 787-4500                         | 784-4000 |
| Capacidad (asientos) | 65       | 100      | 85                      | 100      | 90       | 100      | 75                      | 68                                         | 64             | 68                | 63                               | 100      | 90       | 100      | 80                               | 75       |
| Instalaciones        | Aseos    |          | Aseos/Sala de fumadores | Teléfono | Aseos    |          | Aseos/Sala de fumadores | Compartimento del maquinista/Desfibrilador | Aseos/Teléfono | Sala de fumadores | Aseos/Compartimento multifunción | Teléfono | Aseos    |          | Aseos/Sala de fumadores/Teléfono |          |

### Listado de la flota
En abril de 2020, la flota de la Serie N700A del JR-West era la siguiente:
| Tren No. | Fabricante    | Fecha entrega           | Observaciones               |
| -------- | ------------- | ----------------------- | --------------------------- |
| F1       | Hitachi       | 27 de noviembre de 2013 | Listado del año fiscal 2013 |
| F2       | Nippon Sharyo | 1 de agosto de 2015     | Listado del año fiscal 2015 |
| F3       | Hitachi       | 3 de septiembre de 2015 | Listado del año fiscal 2015 |
| F4       | Hitachi       | 3 de noviembre de 2015  | Listado del año fiscal 2015 |
| F5       | Nippon Sharyo | 17 de febrero de 2016   | Listado del año fiscal 2015 |
| F6       | Nippon Sharyo | 15 de abril de 2016     | Listado del año fiscal 2016 |
| F7       | Hitachi       | 29 de mayo de 2016      | Listado del año fiscal 2016 |
| F8       | Hitachi       | 7 de septiembre de 2016 | Listado del año fiscal 2016 |
| F9       | Nippon Sharyo | 11 de octubre de 2016   | Listado del año fiscal 2016 |
| F10      | Nippon Sharyo | 22 de agosto de 2017    | Listado del año fiscal 2017 |
| F11      | Nippon Sharyo | 3 de octubre de 2017    | Listado del año fiscal 2017 |
| F12      | Hitachi       | 16 de enero de 2018     | Listado del año fiscal 2017 |
| F13      | Hitachi       | 17 de abril de 2018     | Listado del año fiscal 2018 |
| F14      | Hitachi       | 15 de octubre de 2018   | Listado del año fiscal 2018 |
| F15      | Nippon Sharyo | 21 de agosto de 2018    | Listado del año fiscal 2018 |
| F16      | Hitachi       | 21 de febrero de 2019   | Listado del año fiscal 2018 |
| F17      | Nippon Sharyo | 26 de noviembre de 2018 | Listado del año fiscal 2018 |
| F18      | Hitachi       | 19 de junio de 2019     | Listado del año fiscal 2019 |
| F19      | Nippon Sharyo | 12 de julio de 2019     | Listado del año fiscal 2019 |
| F20      | Hitachi       | 16 de octubre de 2019   | Listado del año fiscal 2019 |
| F21      | Nippon Sharyo | 13 de noviembre de 2019 | Listado del año fiscal 2019 |
| F22      | Hitachi       | 11 de diciembre de 2019 | Listado del año fiscal 2019 |
| F23      | Hitachi       | 18 de marzo de 2020     | Listado del año fiscal 2019 |
| F24      | Nippon Sharyo | 19 de febrero de 2020   | Listado del año fiscal 2019 |

## Trenes K de 16 coches (N700-5000 Serie "N700A")

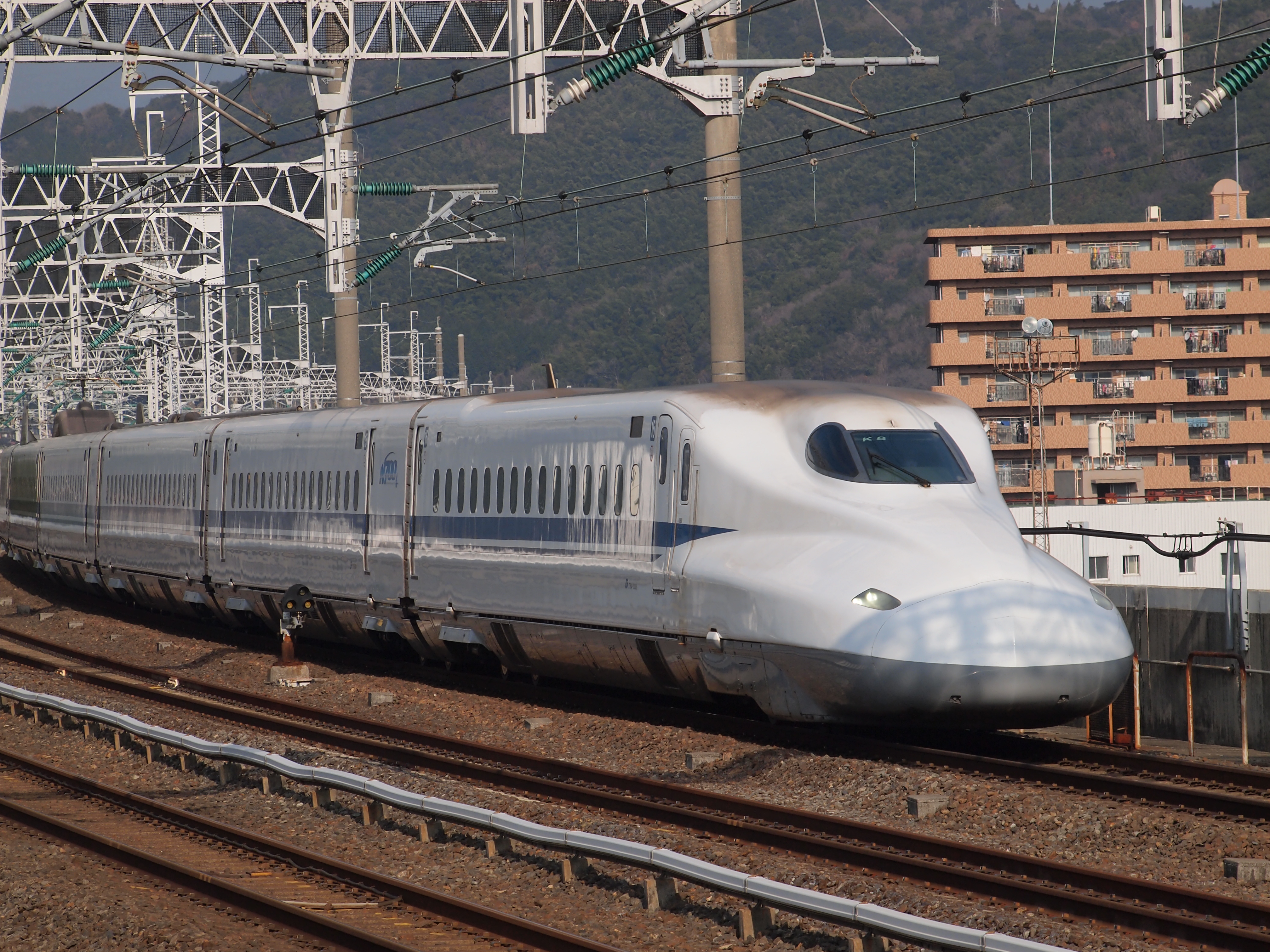
Tren K6 Serie N700-5000 del JR-Oeste (enero de 2016)

- 16 trenes de 16 coches, K1–K16 (convertidos de la Serie N700-3000)

Son trenes del JR-Oeste modificados desde octubre de 2013, a partir de los anteriores trenes N de la Serie N700, para incorporar algunas de las mejoras de diseño presentadas en los trenes de la Serie N700A posteriores.

### Antiguos trenes N
Los trenes N de 16 coches fueron operados por el JR-Oeste en los servicios Tokaido y Sanyo Shinkansen. El primer conjunto, N1, se entregó en junio de 2007 y entró en servicio el 1 de julio de 2007. Había 16 trenes en servicio en abril de 2014.
La flota de 16 trenes "N" posteriormente se sometió a modificaciones en el Depósito de Hakata entre el año fiscal 2013 y el año fiscal 2015 para agregarles sistemas de frenado mejorados y otras características incorporadas en los conjuntos de la serie N700A posteriores. Los trenes modificados fueron redesignados como conjuntos "K", con coches renumerados en la subserie -5000.

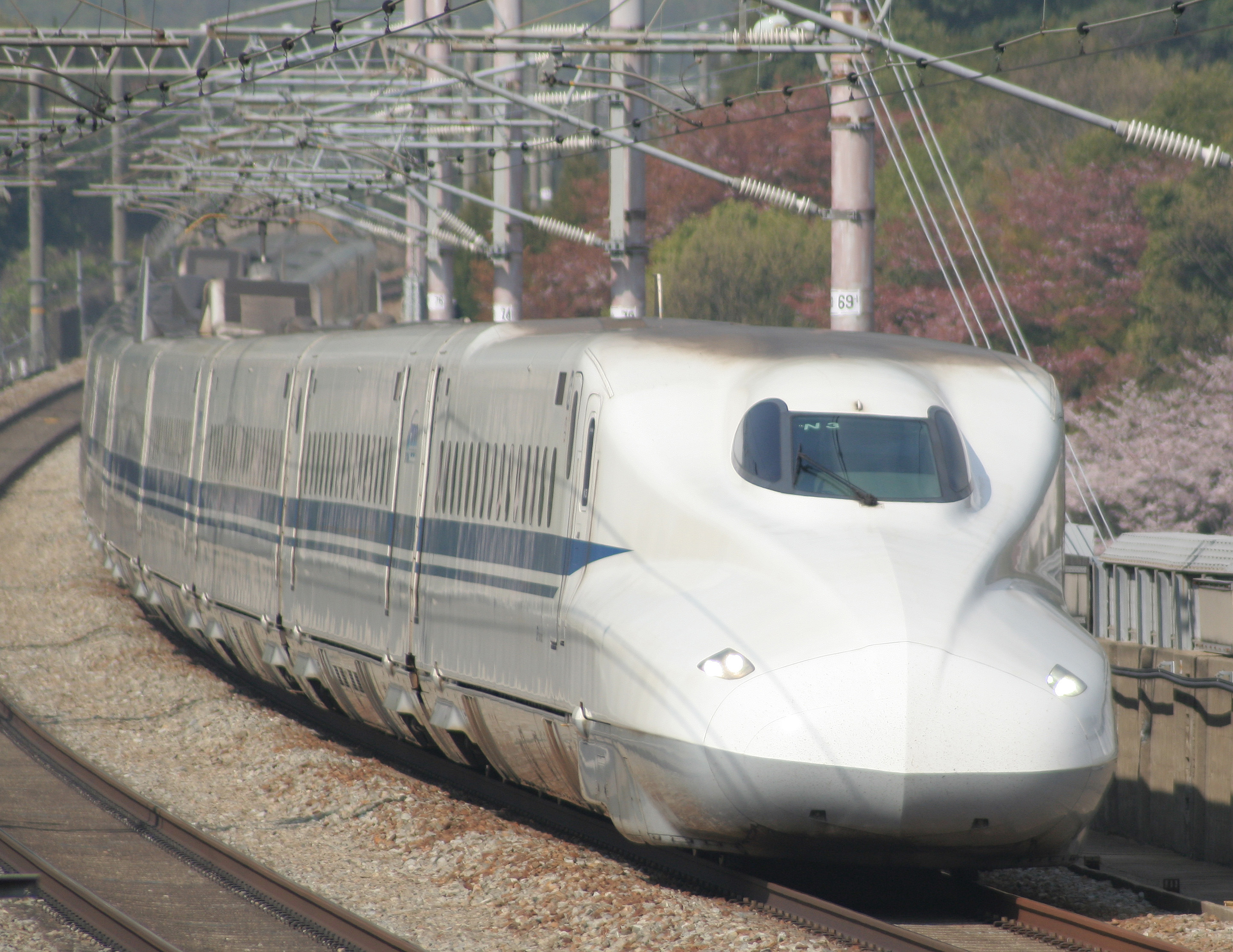
Tren Serie N700 N3 (después K3) del JR-Oeste en el Sanyo Shinkansen (abril de 2009)

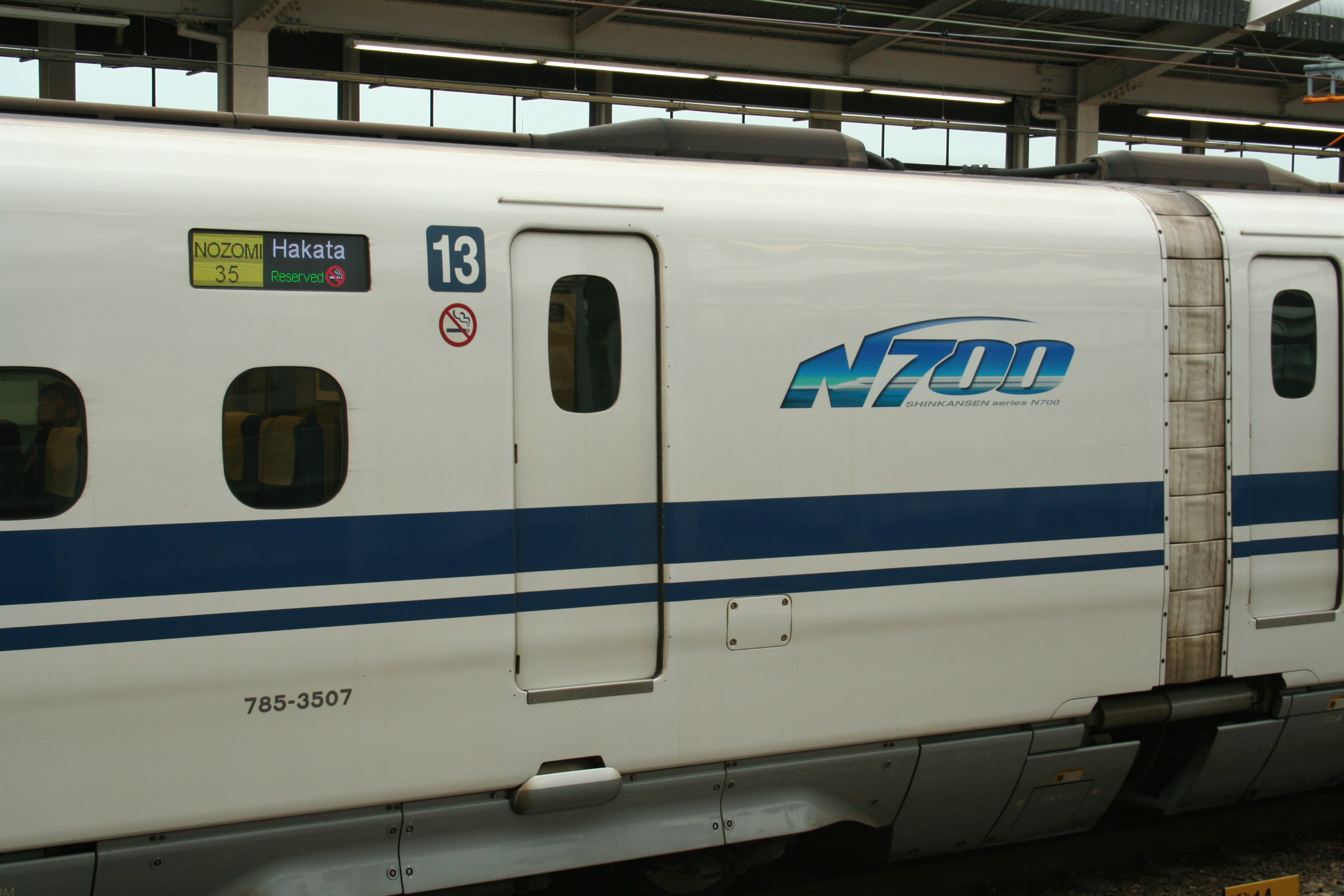
El logotipo en el costado del coche 13 del tren N7 (después K7) de la serie N700-3000 (mayo de 2009)

### Composición
Los trenes K de 16 coches se forman de la siguiente manera:
| Coche No.            | 1        | 2        | 3                       | 4        | 5        | 6        | 7                       | 8                                          | 9              | 10                | 11                               | 12       | 13       | 14       | 15                               | 16       |
| -------------------- | -------- | -------- | ----------------------- | -------- | -------- | -------- | ----------------------- | ------------------------------------------ | -------------- | ----------------- | -------------------------------- | -------- | -------- | -------- | -------------------------------- | -------- |
| Denominación         | Tc       | M2       | M'w                     | M1       | M1w      | M'       | M2k                     | M1s                                        | M's            | M2s               | M'h                              | M1       | M1w      | M'       | M2w                              | T'c      |
| Numeración           | 783-5000 | 787-5000 | 786-5500                | 785-5000 | 785-5300 | 786-5000 | 787-5400                | 775-5000                                   | 776-5000       | 777-5000          | 786-5700                         | 785-5600 | 785-5500 | 786-5200 | 787-5500                         | 784-5000 |
| Capacidad (asientos) | 65       | 100      | 85                      | 100      | 90       | 100      | 75                      | 68                                         | 64             | 68                | 63                               | 100      | 90       | 100      | 80                               | 75       |
| Instalaciones        | Aseos    |          | Aseos/Sala de fumadores | Teléfono | Aseos    |          | Aseos/Sala de fumadores | Compartimento del maquinista/Desfibrilador | Aseos/Teléfono | Sala de fumadores | Aseos/Compartimento multifunción | Teléfono | Aseos    |          | Aseos/Sala de fumadores/Teléfono |          |

#### Antigua composición de los trenes N
Los trenes N de 16 coches se formaron de la siguiente manera:
| Coche No.            | 1        | 2        | 3                       | 4        | 5        | 6        | 7                       | 8                                          | 9              | 10                | 11                               | 12       | 13       | 14       | 15                               | 16       |
| -------------------- | -------- | -------- | ----------------------- | -------- | -------- | -------- | ----------------------- | ------------------------------------------ | -------------- | ----------------- | -------------------------------- | -------- | -------- | -------- | -------------------------------- | -------- |
| Denominación         | Tc       | M2       | M'w                     | M1       | M1w      | M'       | M2k                     | M1s                                        | M's            | M2s               | M'h                              | M1       | M1w      | M'       | M2w                              | T'c      |
| Numeración           | 783-3000 | 787-3000 | 786-3500                | 785-3000 | 785-3300 | 786-3000 | 787-3400                | 775-3000                                   | 776-3000       | 777-3000          | 786-3700                         | 785-3600 | 785-3500 | 786-3200 | 787-3500                         | 784-3000 |
| Capacidad (asientos) | 65       | 100      | 85                      | 100      | 90       | 100      | 75                      | 68                                         | 64             | 68                | 63                               | 100      | 90       | 100      | 80                               | 75       |
| Instalaciones        | Aseos    |          | Aseos/Sala de fumadores | Teléfono | Aseos    |          | Aseos/Sala de fumadores | Compartimento del maquinista/Desfibrilador | Aseos/Teléfono | Sala de fumadores | Aseos/Compartimento multifunción | Teléfono | Aseos    |          | Aseos/Sala de fumadores/Teléfono |          |

Los coches 5 y 12 tienen cada uno un pantógrafo de un solo brazo.

### Listado de la flota
En abril de 2016, la flota de la serie JR-West N700A era la siguiente:
| Tren No. | Fabricante                | Fecha entrega            | Fecha de conversión a N700A |
| -------- | ------------------------- | ------------------------ | --------------------------- |
| K1       | Kawasaki Heavy Industries | 1 de junio de 2007       | 19 de diciembre de 2014     |
| K2       | Kawasaki Heavy Industries | 10 de julio de 2007      | 18 de febrero de 2015       |
| K3       | Nippon Sharyo             | 6 de agosto de 2007      | 13 de marzo de 2015         |
| K4       | Nippon Sharyo             | 9 de octubre de 2007     | 25 de octubre de 2013       |
| K5       | Kawasaki Heavy Industries | 10 de noviembre de 2007  | 18 de diciembre de 2013     |
| K6       | Kawasaki Heavy Industries | 13 de septiembre de 2007 | 22 de junio de 2015         |
| K7       | Kawasaki Heavy Industries | 12 de septiembre de 2007 | 4 de septiembre de 2015     |
| K8       | Kinki Sharyo              | 31 de enero de 2008      | 7 de agosto de 2014         |
| K9       | Kawasaki Heavy Industries | 20 de mayo de 2008       | 7 de marzo de 2016          |
| K10      | Kawasaki Heavy Industries | 17 de noviembre de 2009  | 24 de abril de 2014         |
| K11      | Kawasaki Heavy Industries | 18 de diciembre de 2009  | 11 de diciembre de 2015     |
| K12      | Kinki Sharyo              | 28 de enero de 2010      | 6 de octubre de 2014        |
| K13      | Kawasaki Heavy Industries | 15 de octubre de 2009    | 12 de marzo de 2014         |
| K14      | Kawasaki Heavy Industries | 28 de febrero de 2010    | 21 de octubre de 2014       |
| K15      | Hitachi                   | 23 de mayo de 2010       | 19 de noviembre de 2014     |
| K16      | Hitachi                   | 14 de diciembre de 2010  | 9 de abril de 2015          |

## Trenes S de 8 coches (Serie N700-7000)
- 19 trenes de 8 coches, S1–S19

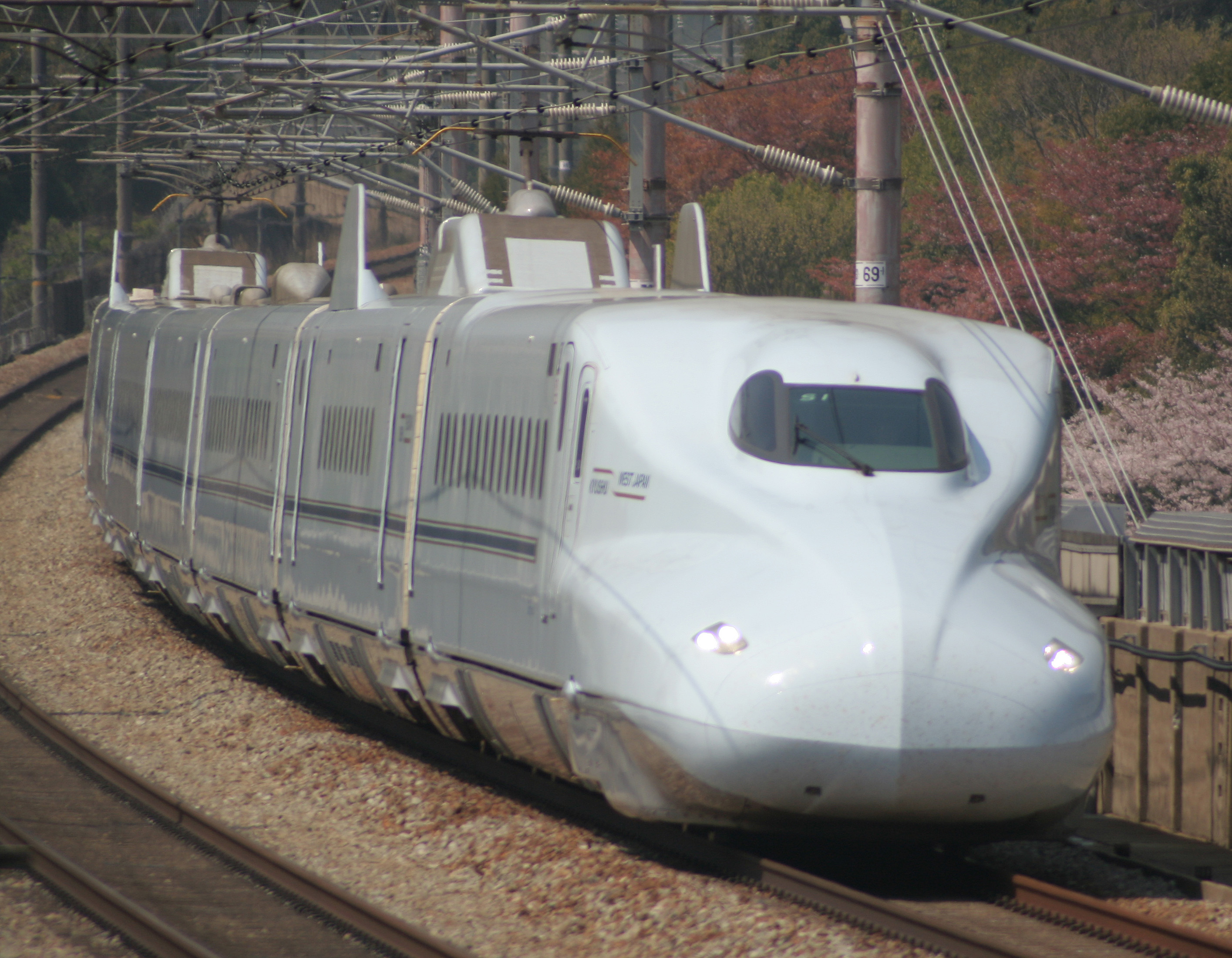
Primer equipo de la Serie N700-7000 (denominado S1), durante una prueba en el Sanyo Shinkansen (abril de 2009)

La variante de la Serie N700-7000 está formada por conjuntos de 8 coches operados por el JR-Oeste en los servicios Sakura y Mizuho entre Shin-Ōsaka y Kagoshima-Chūō en el Kyūshū Shinkansen desde el 12 de marzo de 2011. El prototipo (denominado S1) se entregó en el Depósito de Hakata en octubre de 2008. Estos trenes no cuentan con el mecanismo de inclinación de los trenes N700 anteriores, ya que no circulan en el Tokaido Shinkansen.
La librea externa es de color azul pálido, con la intención de evocar el color de la porcelana tradicional con un revestimiento lateral añil y dorado.
Los trenes del JR-Oeste de producción en serie se entregaron al Depósito de Hakata a principios de abril de 2010. El último juego S, S19, se entregó a Hakata Depot en febrero de 2012.

### Composición
Los trenes S de 8 coches, S1–S19, se forman de la siguiente manera:
| Coche No.            | 1        | 2        | 3        | 4        | 5        | 6        | 7        | 8        |
| -------------------- | -------- | -------- | -------- | -------- | -------- | -------- | -------- | -------- |
| Denominación         | Mc       | M1       | M'       | M2       | M2w      | M's      | M1h      | M'c      |
| Numeración           | 781-7000 | 788-7000 | 786-7000 | 787-7000 | 787-7500 | 766-7000 | 788-7700 | 782-7000 |
| Capacidad (asientos) | 60       | 100      | 80       | 80       | 72       | 36+24    | 38       | 56       |

Los coches 2 y 7 tienen cada uno un pantógrafo de un solo brazo.

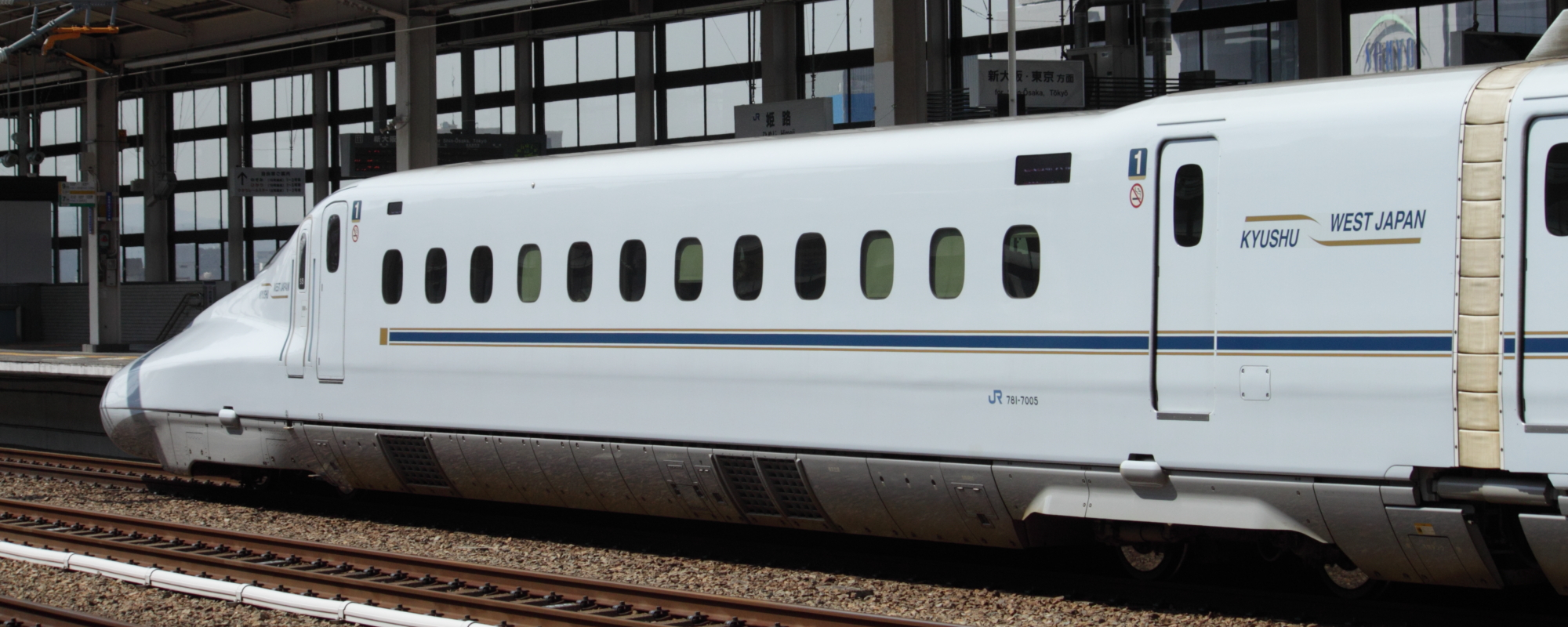
781-7000 (coche 1)
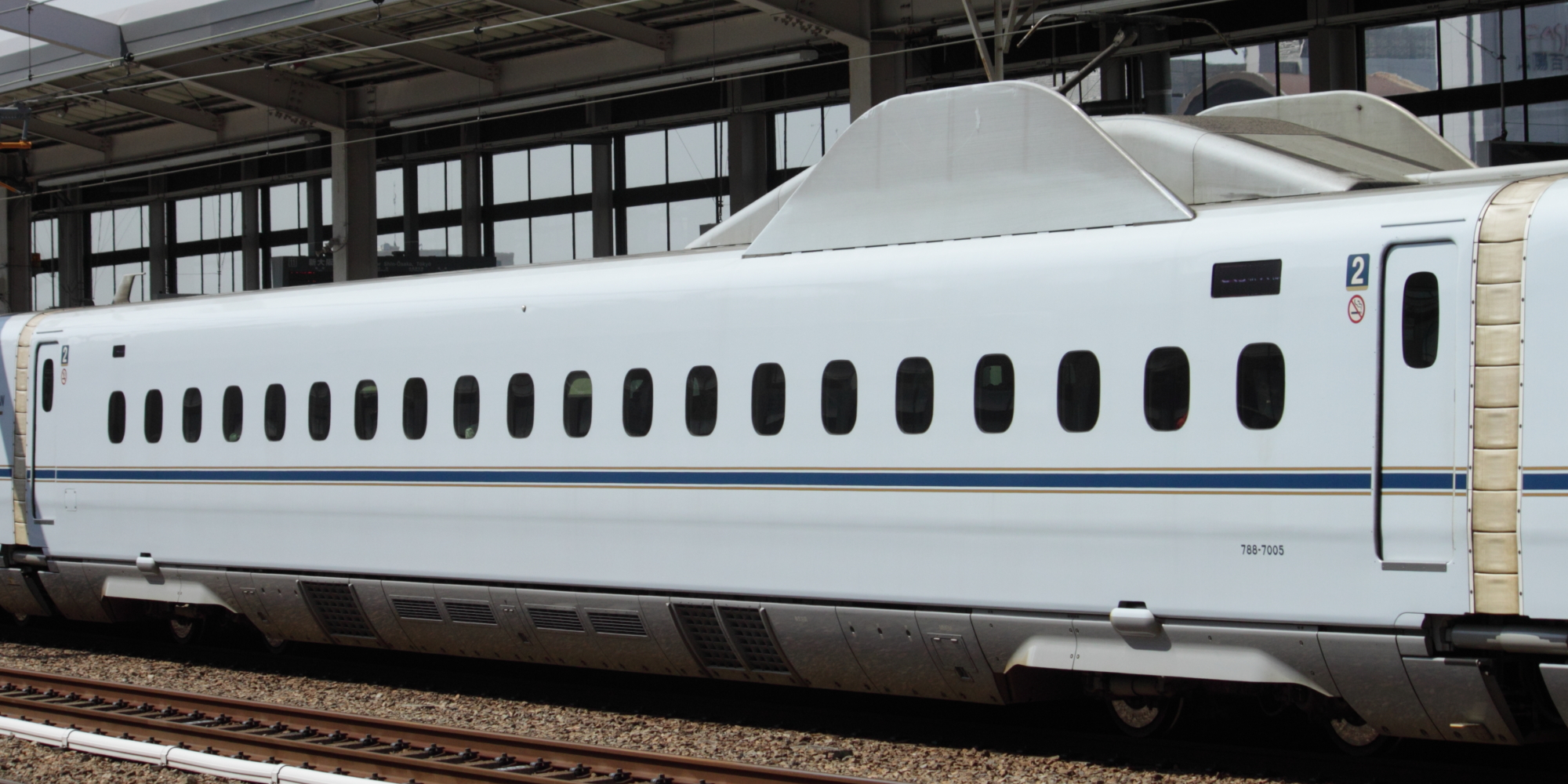
788-7000 (coche 2)
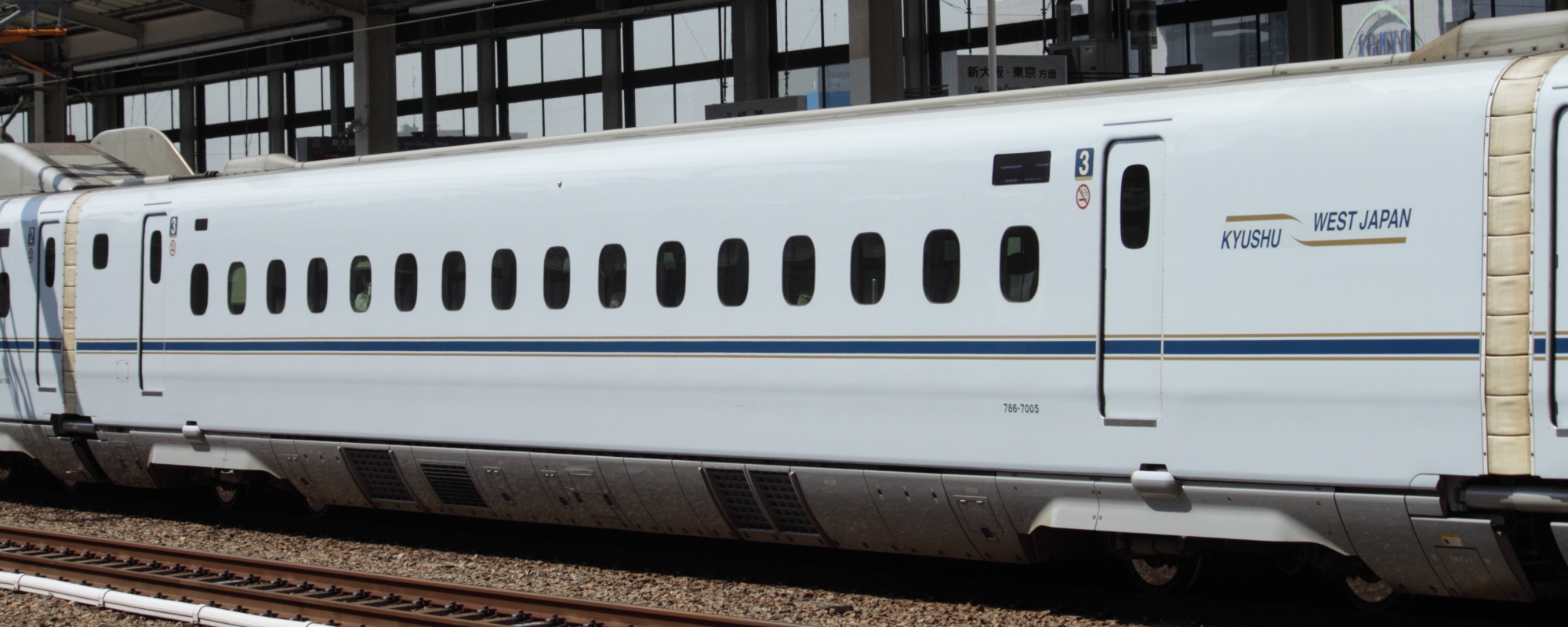
786-7000 (coche 3)
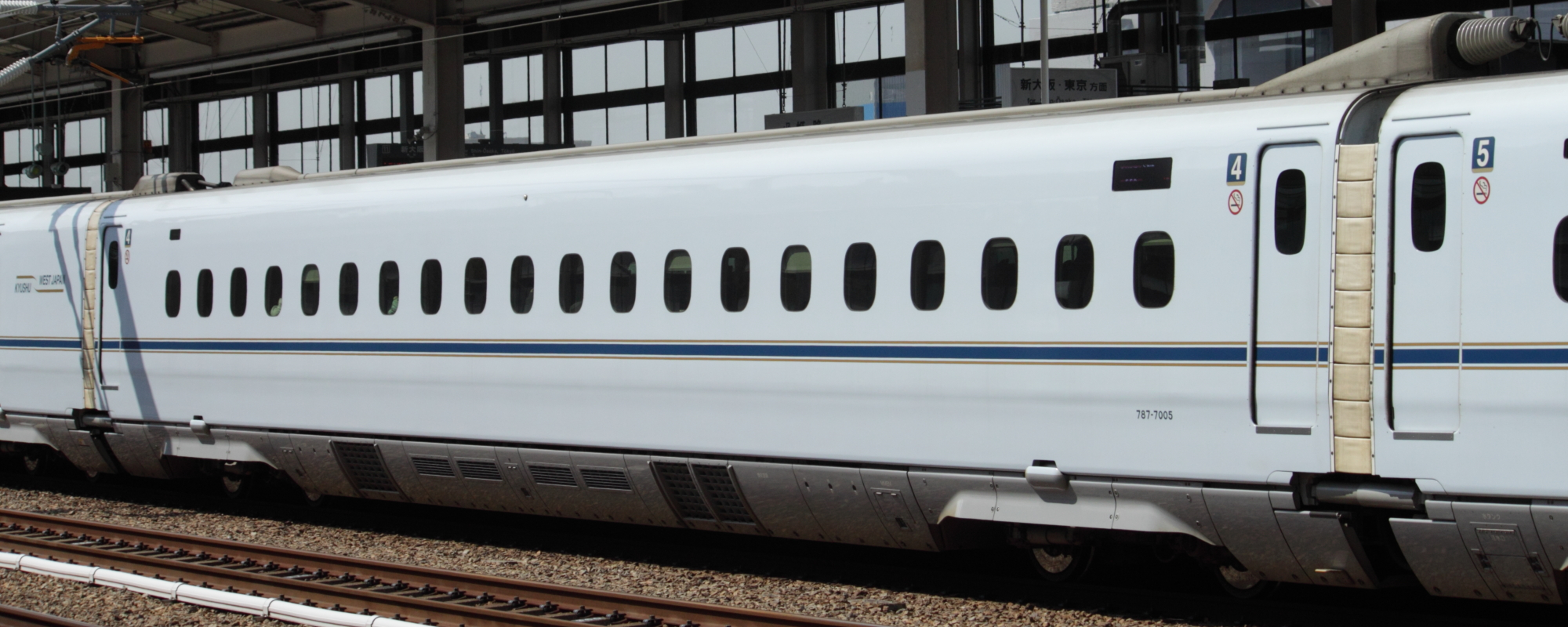
787-7000 (coche 4)
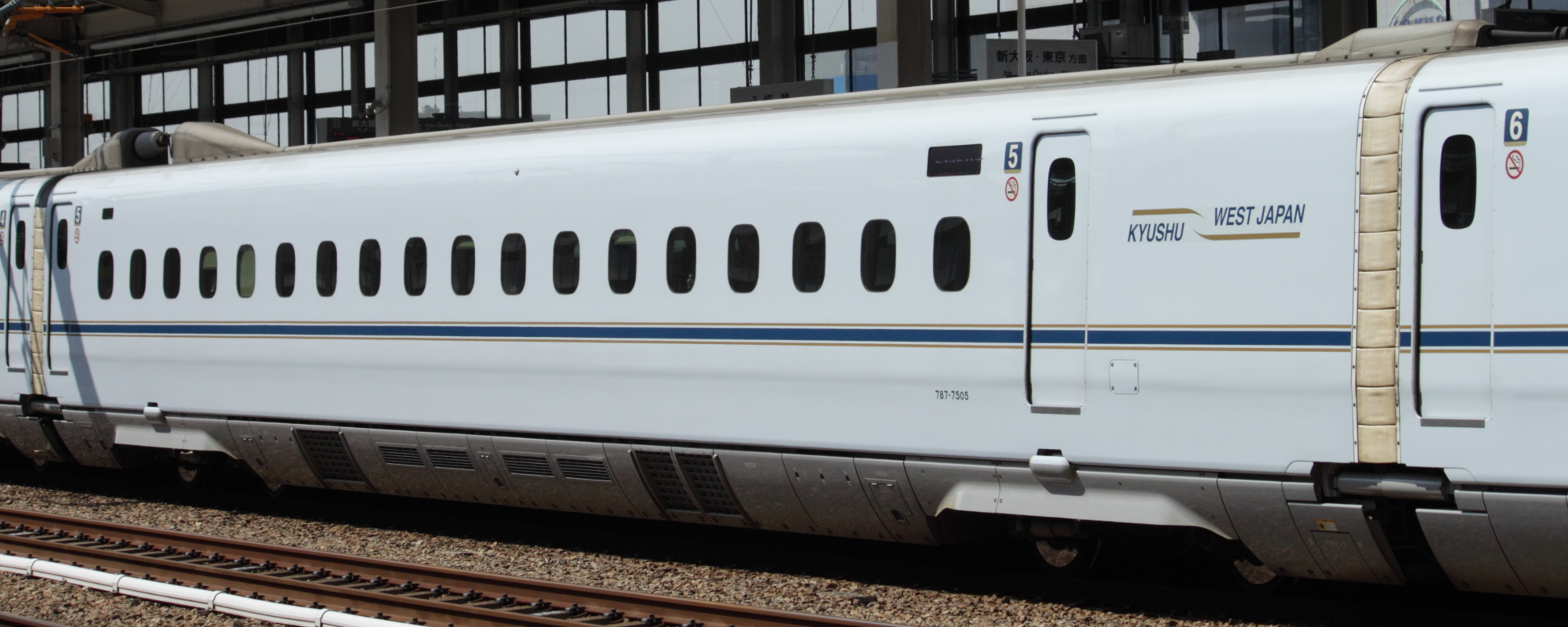
787-7500 (coche 5)
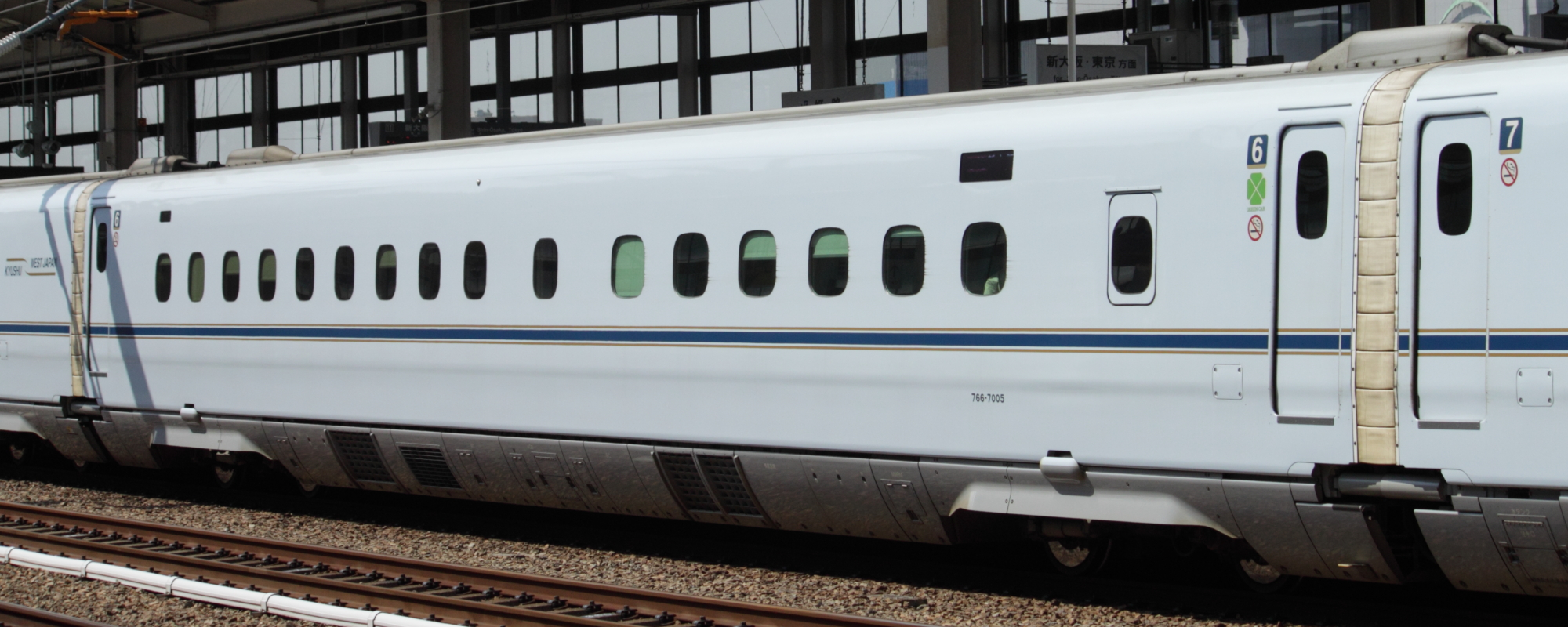
766-7000 (coche 6)
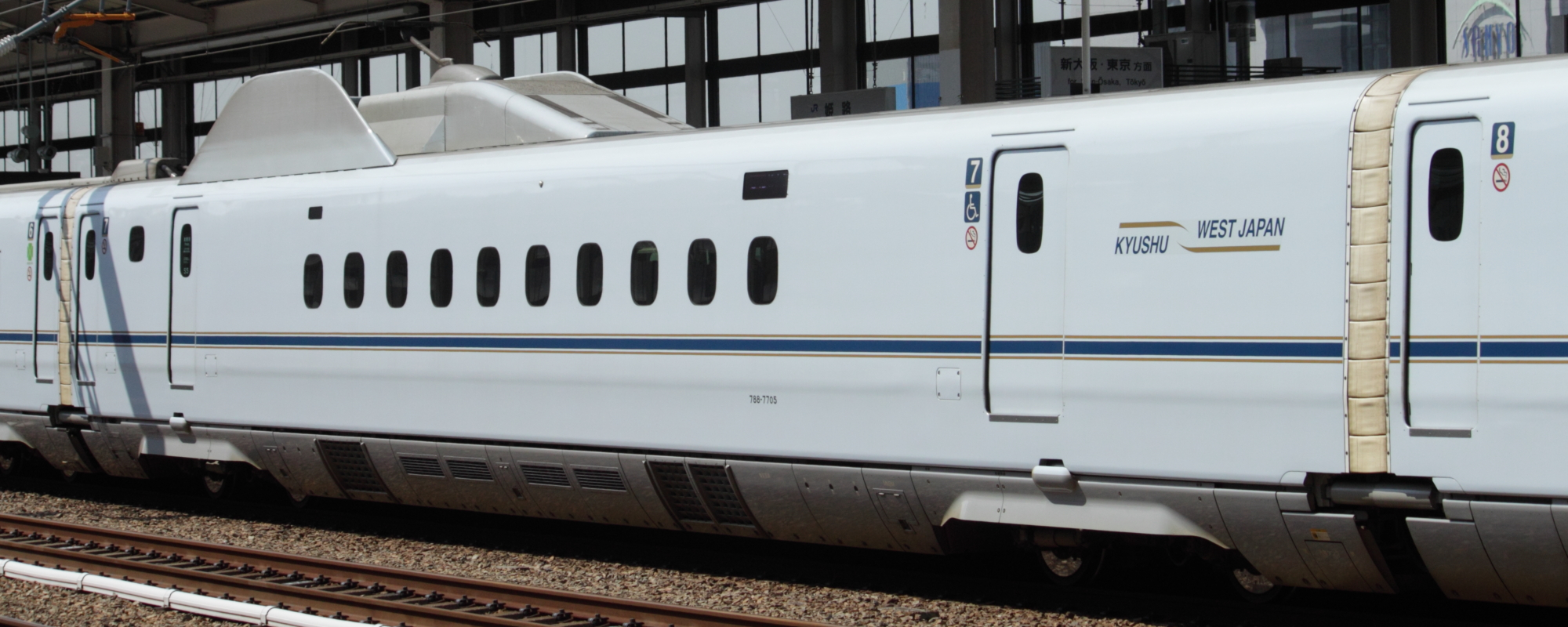
788-7700 (coche 7)
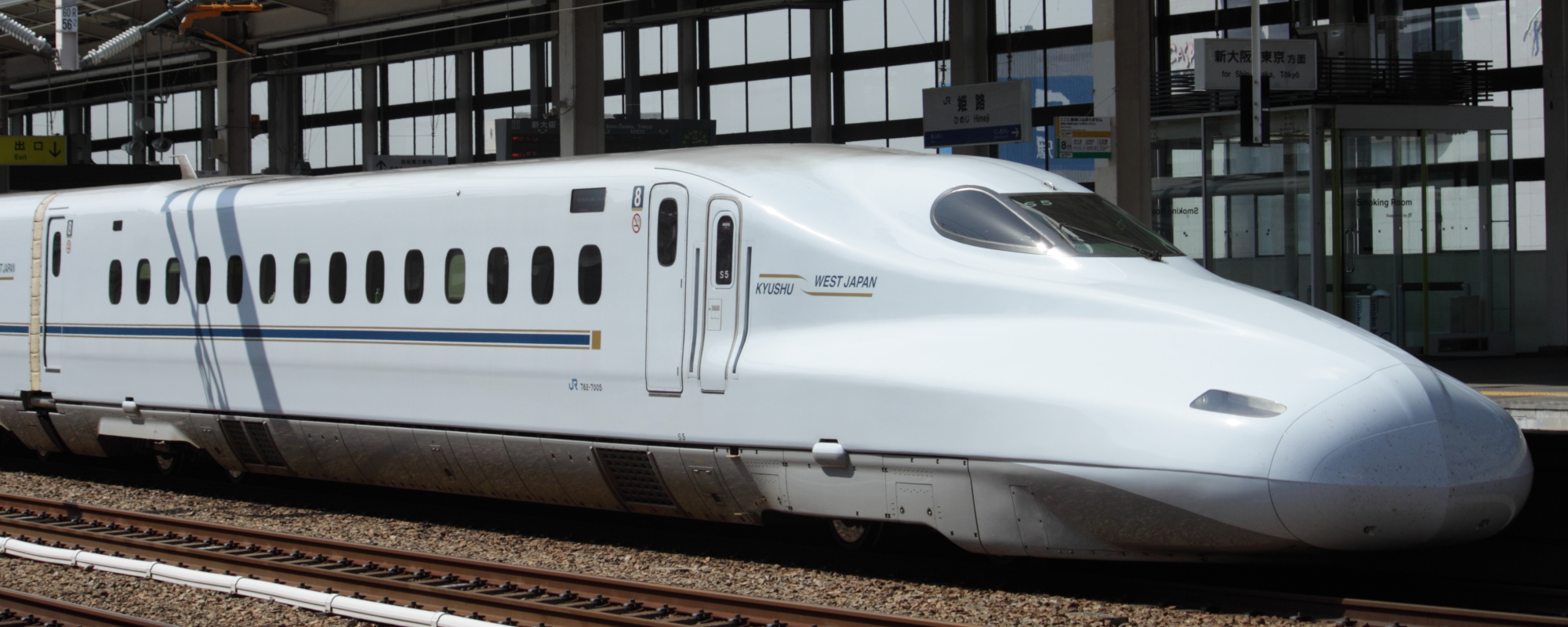
782-7000 (coche 8)

### Interior
Estos trenes cuentan con medio coche de Clase Verde (en el coche 6) que consta de 24 asientos (en 6 filas) dispuestos en configuración 2+2, con asientos de 480 mm (18,9 plg) de anchura y un asiento de estilo aeronáutico separado 1160 mm (45,7 plg). Los coches 4 a 8 (incluida la mitad del coche 6) se designan como coches de "asientos reservados" con configuración de 2+2, asientos de 465 mm de ancho y una distancia entre asientos de 1040 mm. Los coches 1 a 3 disponen de "asientos sin reserva" con configuración de 2+3 asientos por fila. Los asientos miden 440 mm de ancho (460 mm en el centro de la fila de 3 asientos) y la distancia entre asientos es de 1040 mm.

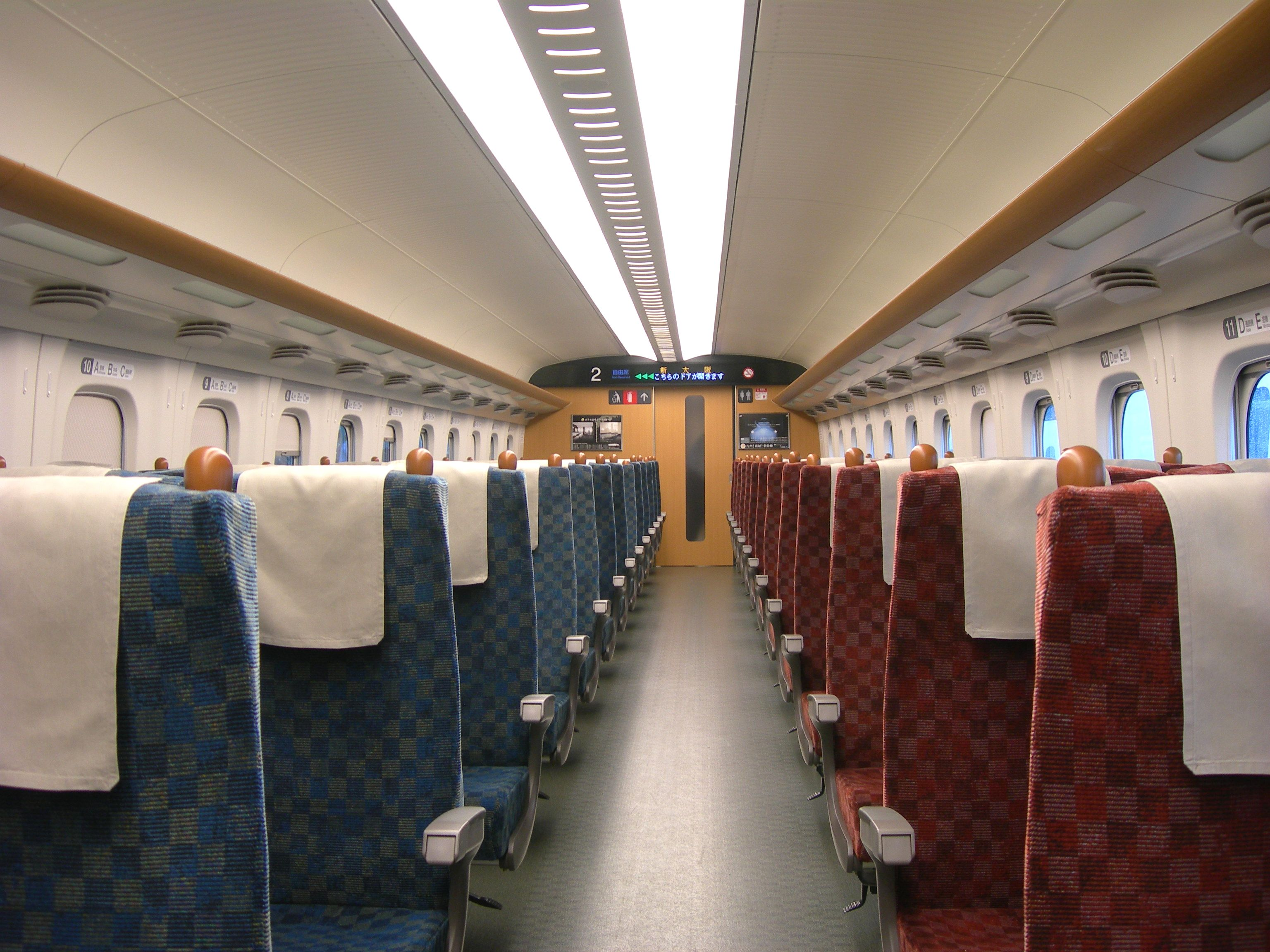
Asientos sin reserva de Clase Estándar de la Serie N700-7000 (abril de 2011)
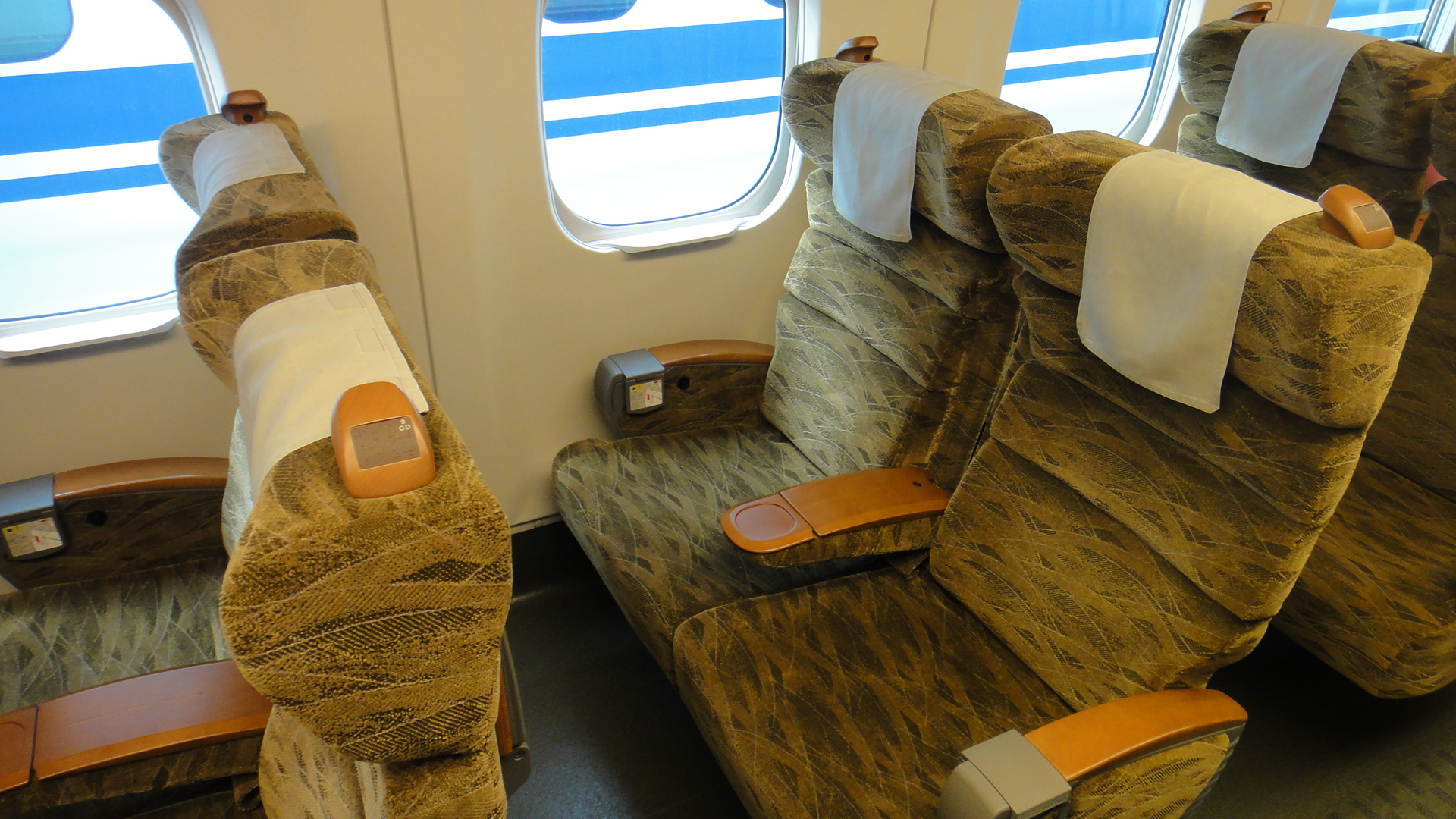
Asientos con reserva de Clase Estándar de la Serie N700-7000 (agosto de 2011)
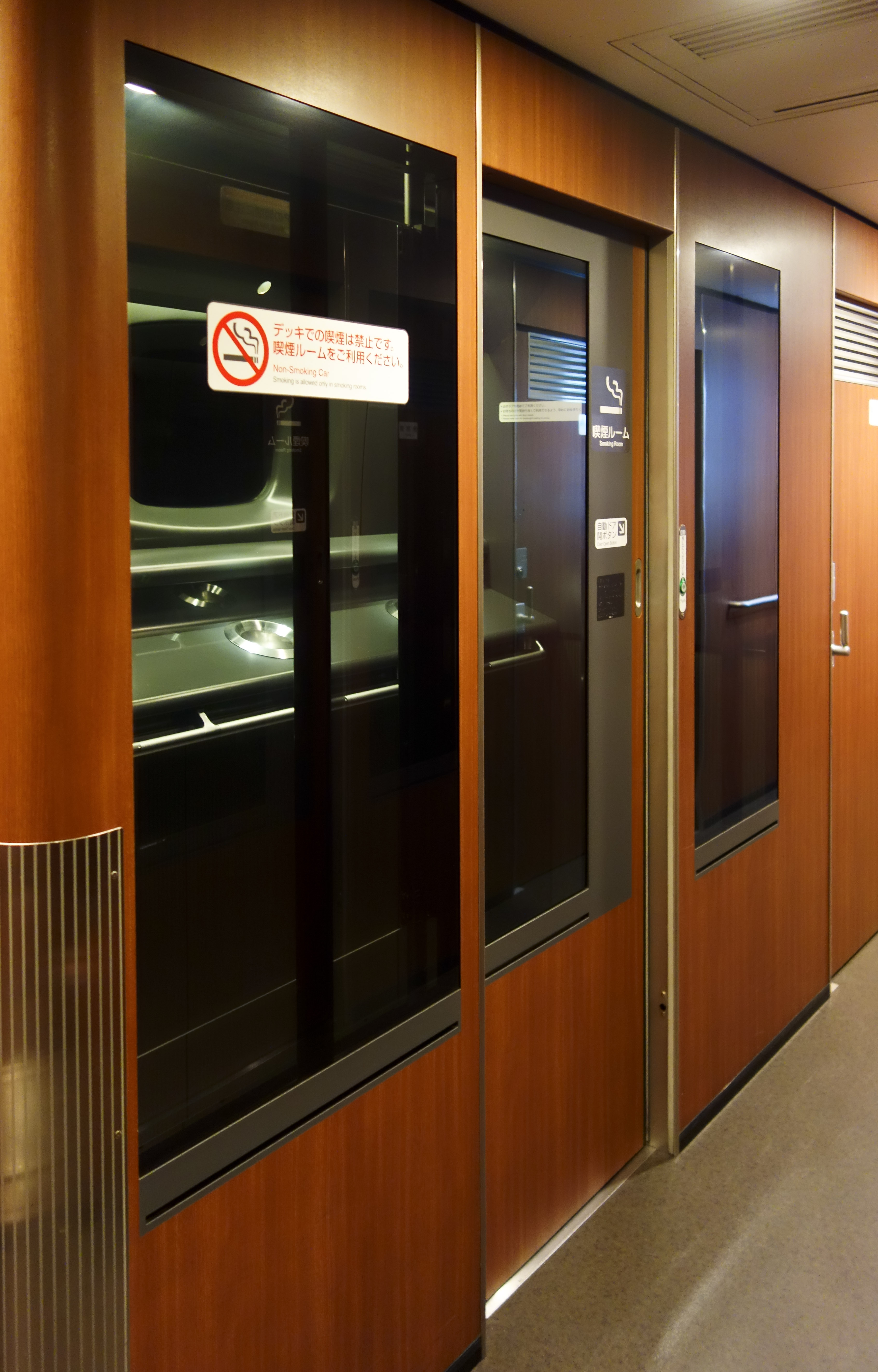
Sala de fumadores

### Listado de la flota
En abril de 2016, la flota constaba de 19 trenes, todos con base en el Depósito de Hakata del Shinkansen.
| Tren No. | Fabricante                           | Fecha entrega            |
| -------- | ------------------------------------ | ------------------------ |
| S1       | Kawasaki/ Kinki Sharyo/Nippon Sharyo | 24 de octubre de 2008    |
| S2       | Kawasaki Heavy Industries            | 20 de abril de 2010      |
| S3       | Nippon Sharyo                        | 12 de julio de 2010      |
| S4       | Kawasaki Heavy Industries            | 22 de junio de 2010      |
| S5       | Kawasaki Heavy Industries            | 4 de agosto de 2010      |
| S6       | Kawasaki Heavy Industries            | 14 de septiembre de 2010 |
| S7       | Kinki Sharyo                         | 17 de noviembre de 2010  |
| S8       | Kinki Sharyo                         | 14 de enero de 2011      |
| S9       | Nippon Sharyo                        | 16 de febrero de 2011    |
| S10      | Nippon Sharyo                        | 12 de abril de 2011      |
| S11      | Kawasaki Heavy Industries            | 30 de mayo de 2011       |
| S12      | Kawasaki Heavy Industries            | 24 de junio de 2011      |
| S13      | Kawasaki Heavy Industries            | 11 de julio de 2011      |
| S14      | Kawasaki Heavy Industries            | 1 de agosto de 2011      |
| S15      | Kawasaki Heavy Industries            | 3 de octubre de 2011     |
| S16      | Kawasaki Heavy Industries            | 23 de octubre de 2011    |
| S17      | Nippon Sharyo                        | 15 de noviembre de 2011  |
| S18      | Kawasaki Heavy Industries            | 23 de enero de 2012      |
| S19      | Hitachi                              | 27 de febrero de 2012    |

## Trenes R de 8 coches (Serie N700-8000)
- 11 trenes de 8 coches, R1–R11

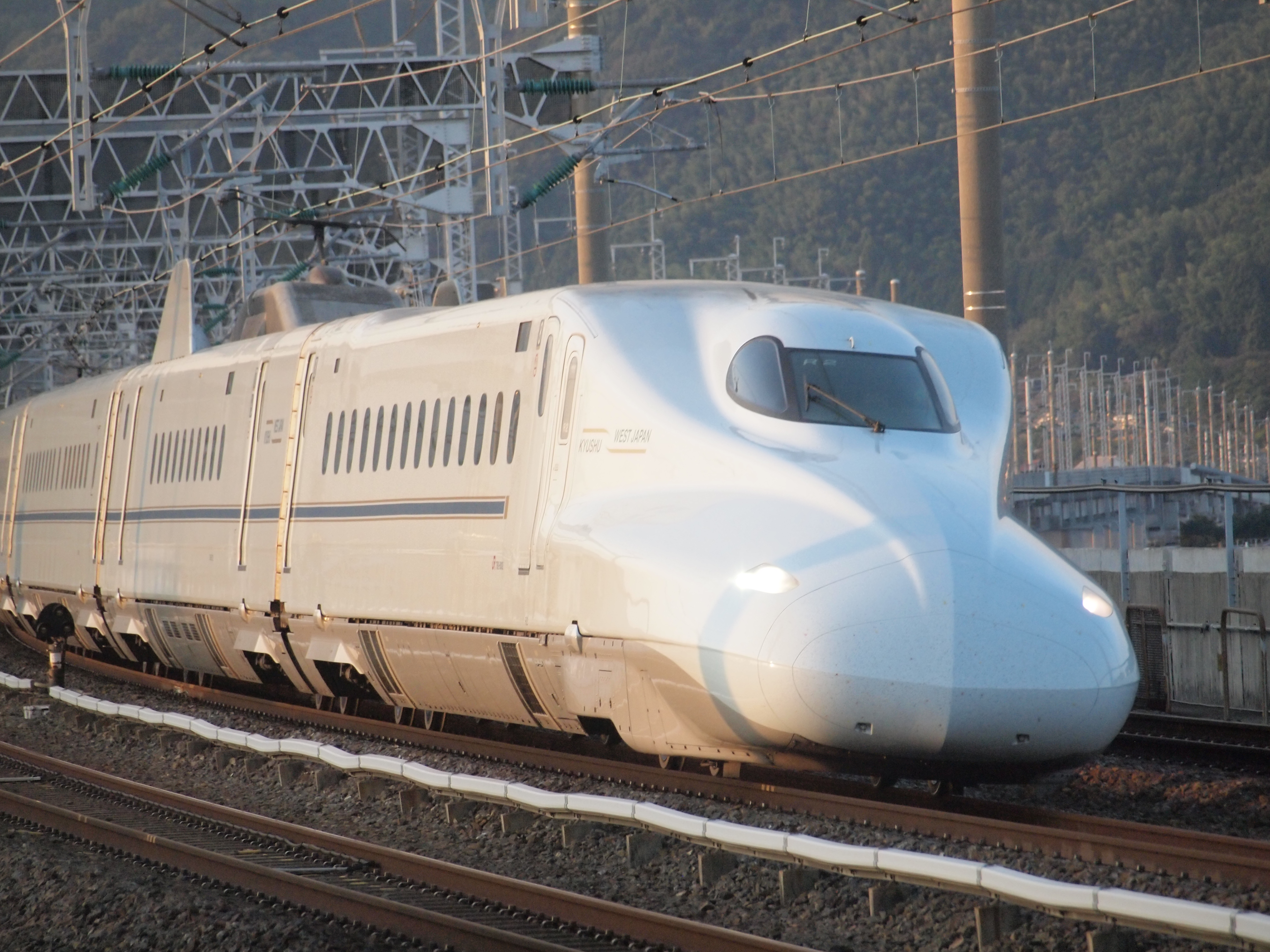
Tren R2 de la Serie N700-8000 del JR Kyushu (octubre de 2015)

Son once conjuntos de la Serie N700 de 8 coches, operados por el JR Kyushu junto con los trenes "S" de la serie N700-7000 del JR-West en los servicios Sakura y Mizuho entre Shin-Osaka y Kagoshima-Chūō en el Kyushu Shinkansen desde el 12 de marzo de 2011. La librea externa es idéntica a la de los conjuntos "S" de la Serie N700-7000.
El primer tren, denominado R1, se entregó al Depósito de Kumamoto en julio de 2010. La prueba en una sección restringida del Kyushu Shinkansen comenzó el 31 de agosto de 2010.

### Composición
Los trenes R de 8 coches se forman de la siguiente manera:
| Coche No.            | 1        | 2        | 3        | 4        | 5        | 6        | 7        | 8        |
| -------------------- | -------- | -------- | -------- | -------- | -------- | -------- | -------- | -------- |
| Denominación         | Mc       | M1       | M'       | M2       | M2w      | M's      | M1h      | M'c      |
| Numeración           | 781-8000 | 788-8000 | 786-8000 | 787-8000 | 787-8500 | 766-8000 | 788-8700 | 782-8000 |
| Capacidad (asientos) | 60       | 100      | 80       | 80       | 72       | 36+24    | 38       | 56       |

Los coches 2 y 7 tienen cada uno un pantógrafo de un solo brazo.

### Interior
Al igual que los trenes de la Serie N700-7000 del JR-Oeste, los conjuntos R cuentan con medio coche de la Clase Verde (coche 6), que consta de 24 asientos (en 6 filas) dispuestos en una configuración de 2+2. Los coches 4 a 8 (incluida la otra mitad del coche 6) se designan como coches de "asientos con reserva", y tienen una configuración 2+2. Los coches 1 a 3 son de "asientos sin reserva" con configuración 2+3.

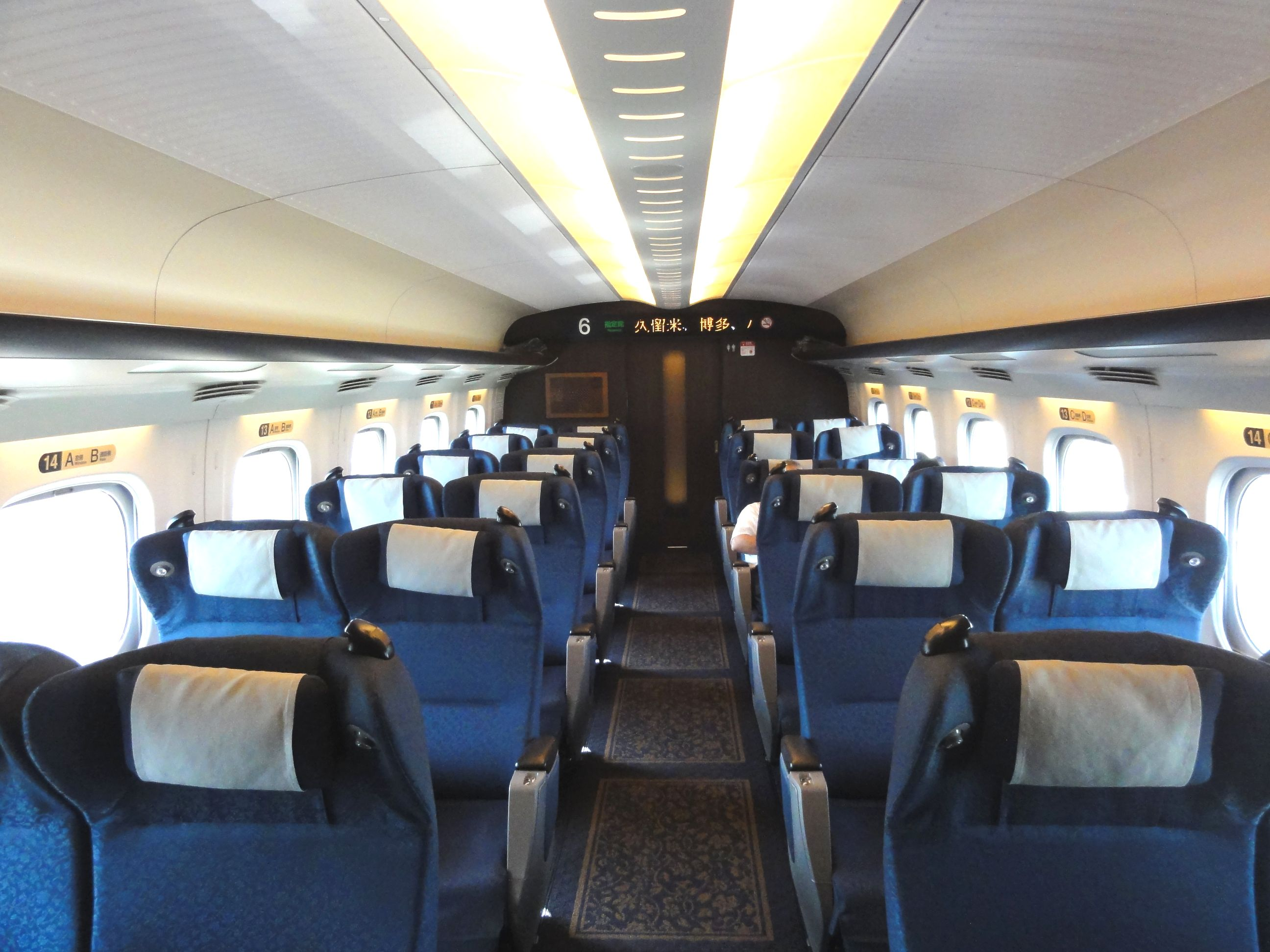
Salón con asientos de la Clase Verde (septiembre de 2011)
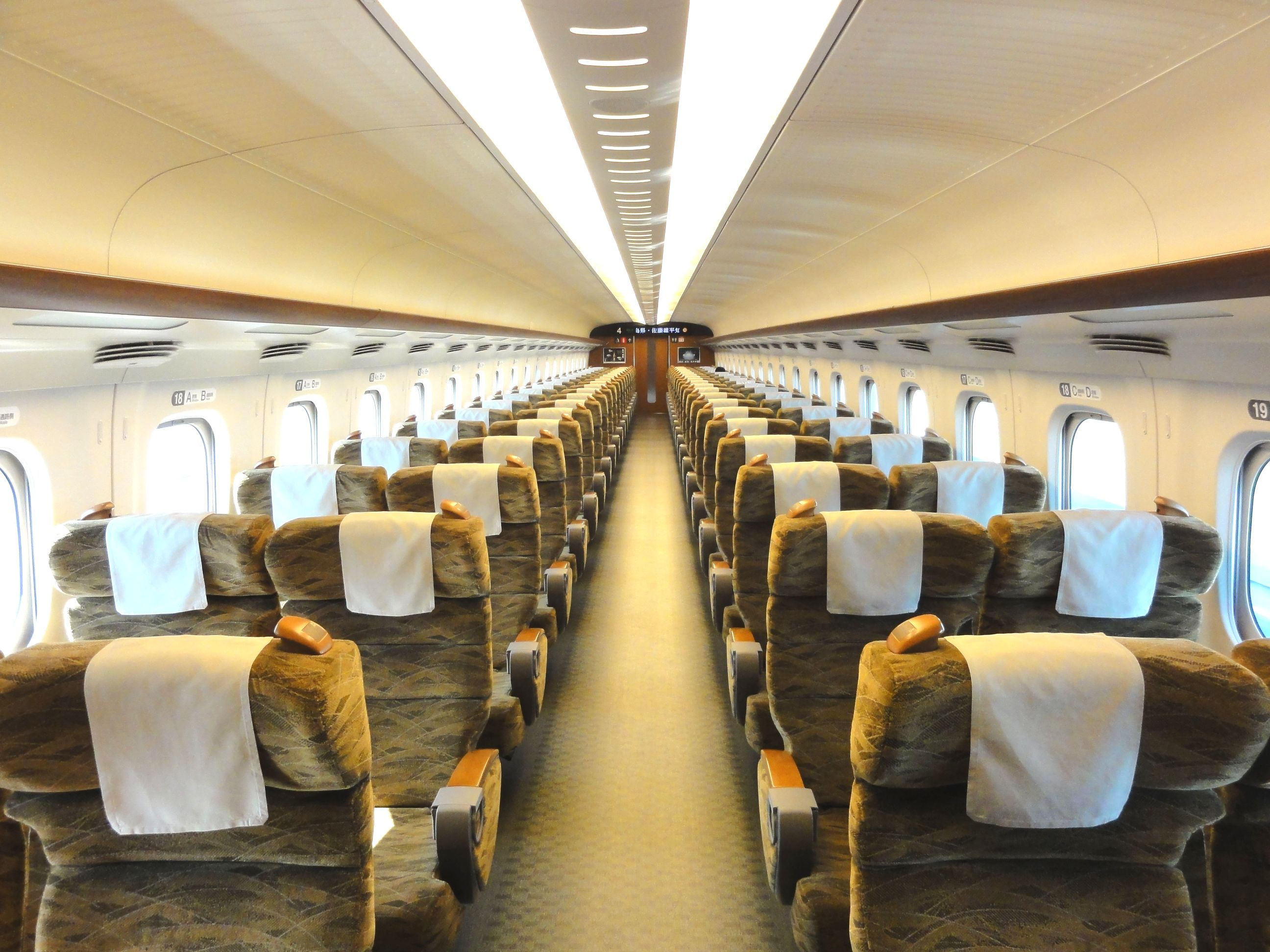
Coche con asientos con reserva 2+2 (septiembre de 2011)
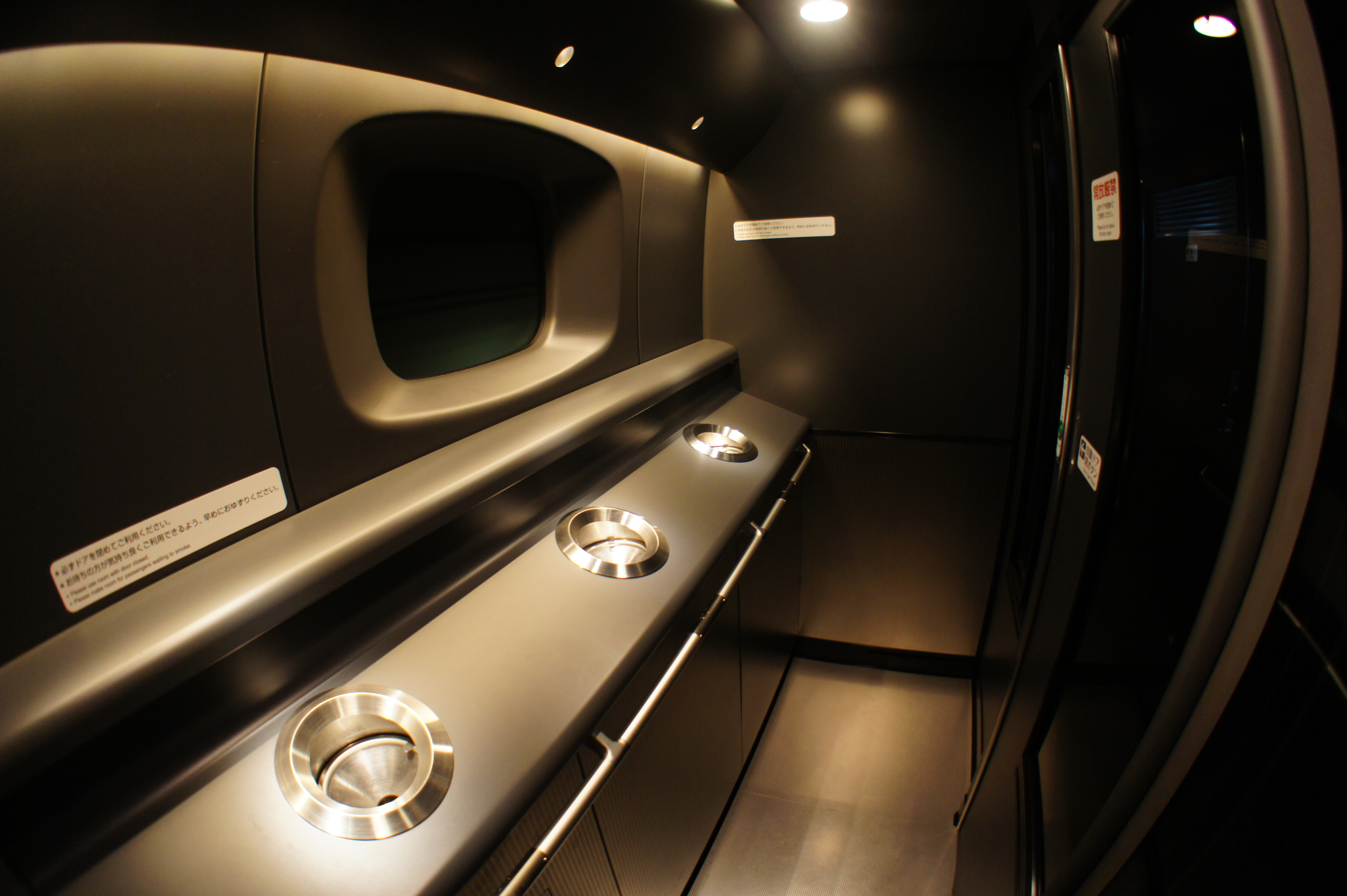
Interior de la sala de fumadores

### Listado de la flota
En abril de 2016, la flota constaba de 11 trenes, todos con base en Depósito de Kumamoto del Shinkansen.
| Tren No. | Fabricante                | Fecha entrega           |
| -------- | ------------------------- | ----------------------- |
| R1       | Hitachi                   | 11 de diciembre de 2010 |
| R2       | Hitachi                   | 23 de noviembre de 2010 |
| R3       | Hitachi                   | 6 de diciembre de 2010  |
| R4       | Kawasaki Heavy Industries | 27 de noviembre de 2010 |
| R5       | Kawasaki Heavy Industries | 18 de diciembre de 2010 |
| R6       | Hitachi                   | 31 de enero de 2011     |
| R7       | Kawasaki Heavy Industries | 12 de enero de 2011     |
| R8       | Kawasaki Heavy Industries | 4 de febrero de 2011    |
| R9       | Kawasaki Heavy Industries | 18 de febrero de 2011   |
| R10      | Kinki Sharyo              | 11 de febrero de 2011   |
| R11      | Kinki Sharyo              | 6 de julio de 2012      |

## N700-I Bullet
El tren N700-I Bullet fue una propuesta de una versión del diseño de la Serie N700 para su exportación, anunciada por el presidente del JR Central, Yoshiyuki Kasai, en un simposio internacional de trenes de alta velocidad celebrado en Nagoya el 16 de noviembre de 2009. Nominalmente especificado como un conjunto de 8 coches con una velocidad operativa máxima de 330 km/h (205 mph), el tren se podría configurar en longitudes de 6 a 16 coches para adaptarse a los requisitos del cliente.
El mismo modelo se estaba considerando en el desarrollo del Ferrocarril Texas Central (Houston-Dallas), antes de que toda la atención se centrara en el Shinkansen Serie N700S debido a su construcción netamente modular y a su mayor velocidad máxima.

## Pruebas de alta velocidad
El 16 de noviembre de 2009, el JR Central realizó una demostración de alta velocidad a altas horas de la noche utilizando el tren Z0 de la serie N700, registrando una velocidad máxima de 332 km/h (206 mph) en el Tokaido Shinkansen entre Maibara y Kyōto. El recorrido de alta velocidad se llevó a cabo como una demostración para aproximadamente 160 invitados internacionales que asistieron a un simposio sobre trenes de alta velocidad en Nagoya.

## Incidentes

### Daños por fuego y sustitución
El coche 783-2059 (coche 1) del tren X59 del JR Central se dio de baja debido a los daños sufridos en un ataque con material incendiario ocurrido el 30 de junio de 2015. Nippon Sharyo construyó un coche de reemplazo con el mismo número en 2016.

### Descubrimiento de un bogie agrietado
El 11 de diciembre de 2017, el coche 785-5505 (coche 13) del tren K5 de JR Oeste (un N700A de 16 coches construido por Kawasaki Heavy Industries) quedó fuera de servicio en la estación de Nagoya después de que los ingenieros confirmaran un olor a quemado inusual. El olor se detectó en la estación de Kokura, pero el centro operativo ordenó continuar el servicio hasta Nagoya, en lo que el JR Oeste admitió con posterioridad que significó asumir un "gran peligro". Una primera inspección a pie de vía reveló que el bastidor exterior del coche se había agrietado, y se detectó una fuga de aceite. Fue el primer "incidente grave" relacionado con un Shinkansen, y el Ministerio de Suelo, Infraestructura, Transporte y Turismo informó de que el tren podría haber descarrilado si hubiera continuado en servicio y la estructura del coche se hubiera roto. Una investigación realizada por el JR West implicó a empresas involucradas en la construcción del tren, entre las que se encontraban Kawasaki Heavy Industries, Nippon Steel & Sumitomo Metal y Mitsubishi Electric. La investigación reveló que al menos 100 de los 303 bogies fabricados por Kawasaki estaban por debajo del estándar debido a preparaciones de soldadura inadecuadas, lo que provocó que el material base de los bogies tuviera un grosor de 4,7 milímetros (0,2 plg), en lugar de los 7 milímetros (0,3 plg) requeridos o más. Tras este suceso, el JR Oeste planeó reemplazar gradualmente todos los bogies suministrados por Kawasaki.

## Historial general de la flota
Los totales anuales del tamaño de la flota (número de vehículos al 1 de abril de cada año) propiedad del JR Central, el JR Oeste y el JR Kyushu, son los siguientes:
| Year | ■ JR Central | ■ JR Oeste | ■ JR Kyushu | Total |
| ---- | ------------ | ---------- | ----------- | ----- |
| 2005 | 16           | 0          | 0           | 16    |
| 2006 | 16           | 0          | 0           | 16    |
| 2007 | 16           | 0          | 0           | 16    |
| 2008 | 272          | 128        | 0           | 400   |
| 2009 | 528          | 152        | 0           | 680   |
| 2010 | 1.040        | 232        | 0           | 1.272 |
| 2011 | 1.040        | 328        | 80          | 1.448 |
| 2012 | 1.296        | 368        | 80          | 1.744 |
| 2013 | 1.392        | 408        | 88          | 1.888 |
| 2014 | 1.504        | 424        | 88          | 2.016 |
| 2015 | 1.600        | 424        | 88          | 2.112 |
| 2016 | 1.696        | 488        | 88          | 2.272 |
| 2017 | 1.808        | 552        | 88          | 2.448 |
| 2018 | 1.920        | 616        | 88          | 2.624 |
| 2019 | 2.016        | 680        | 88          | 2.784 |
| 2020 | 2.096        | 792        | 88          | 2.976 |
| 2021 | 1.952        | 792        | 88          | 2.832 |
| 2022 | 1.744        | 792        | 88          | 2.624 |

## Ejemplos conservados

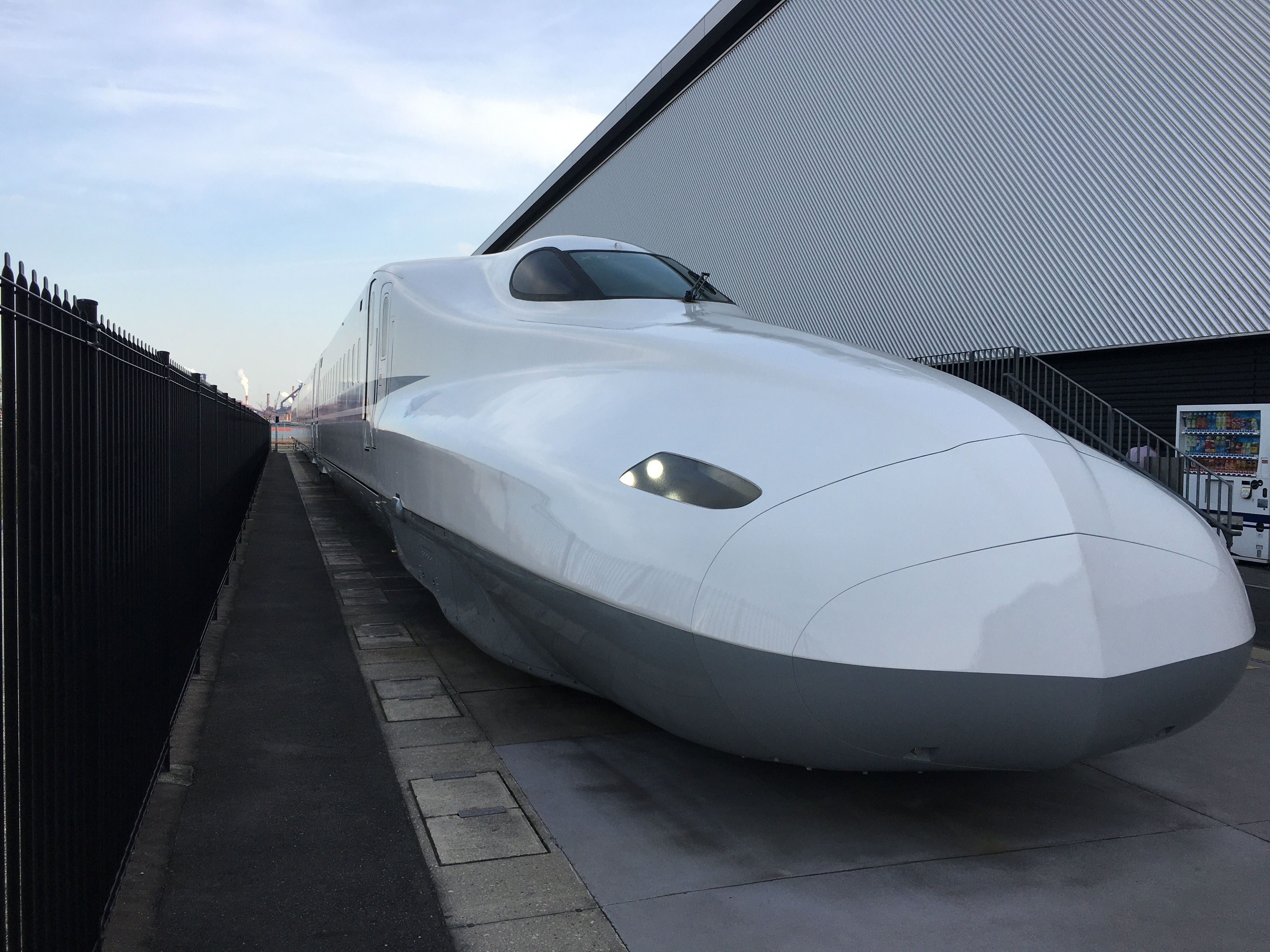
Tren X0 de la Serie N700 preservado (febrero de 2020)

En exhibición en el SCMaglev y Parque del Ferrocarril, Nagoya, desde el 17 de julio de 2019:
- 783-9001 (Ex prototipo X0, construido en 2005 por Hitachi)
- 775-9001 (Ex prototipo X0, construido en 2005 por Nippon Sharyo)
- 786-9201 (Ex prototipo X0, construido en 2005 por Nippon Sharyo)